# Minas de Libros (Teruel)

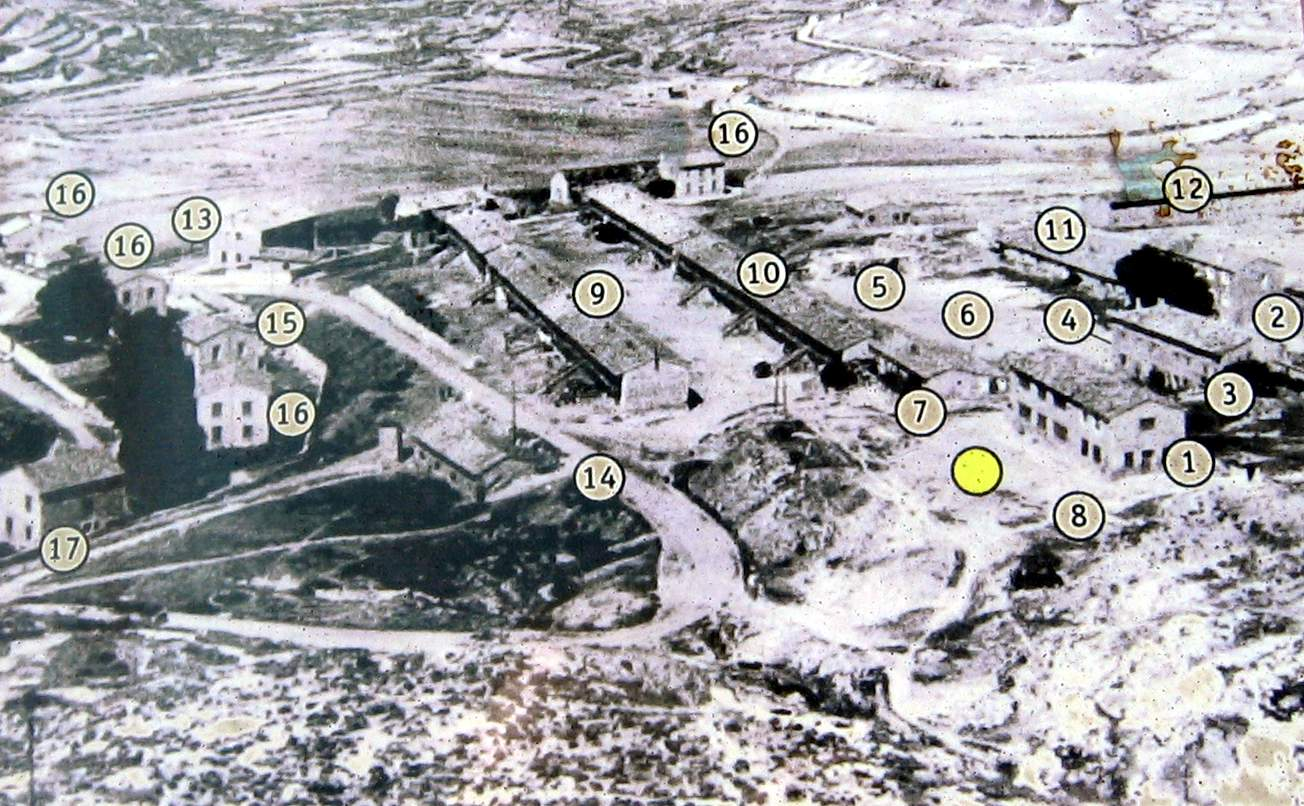
Vista general del poblado minero de «La Azufrera» de Libros (Teruel), en los años treinta -lectura-: 1) Escuela pública, 2) Cuartel de la Guardia Civil, 3) Economato, 4) Frontón de pelota, 5) Hornos de azufre antiguos, 6) Plaza pública/campo de fútbol, 7) Tienda (mercería), 8) Ermita, 9) Primera barriada, 10) Segunda barriada, 11) Tercera barriada, 12) Lupanar (barrio chino), 13) Casa sindicatos, 14) Tasca, 15) Hospital, 16) Casa del médico, practicante y directivos, 17) Carnicería y panadería.

Las Minas de Libros, conocidas también como «La Azufrera» y rento de «La Zofrera» (1863), es una partida y antiguo barrio minero ubicado al sureste del término municipal de Libros, provincia de Teruel (Comunidad de Aragón, España). Durante décadas, el lugar constituyó un importante centro productor de mineral de azufre, hasta mediados de los años cincuenta del siglo XX (1956); actualmente se halla abandonado.
En 2022 fue considerado por la National Geographic Society como uno de los 17 yacimientos paleontológicos más importantes de la península ibérica.

## Introducción
El mineral de azufre (del latín, sulphur-uris, mineral de color amarillo), se conoce desde la antigüedad, para los alquimistas era el principio de la combustibilidad, pero fue Antoine Lavoisier quien lo definió como cuerpo simple. A principios del siglo XIX el mineral de azufre se encontraba entre las rentas estancadas (monopolio del Estado), que explotaban directamente distintas minas: Benamaurel, Conil, Hellín y Libros. Inicialmente se explotaron en arriendo (hasta 1812), para ser luego vendidas. Desde la liberalización del monopolio (1845), las minas de azufre pagaban un canon al Estado, en función a su tamaño y producción.
Las minas de azufre de Libros ya se conocían a mediados del siglo XVIII, habiendo datos de su explotación desde los años sesenta (1760).- El mineral en estas minas se halla «entre rocas de sedimentación, calizas, yesos y margas». A mediados del siglo XIX (1847), Pascual Madoz escribe de las minas de Libros:

«en él se encuentran varias minas de azufre, que en la actualidad se benefician por diferentes asociaciones, siendo las mas aventajadas las que esplota la Sociedad de Zapateu y consortes, que ademas de una magnifica fáb. con toda clase de almacenes, habitaciones y oratorio, cuenta con diversos hornos de fundición, cuya invención es debida al profesor de farmacia D. Pedro Lagasco; los productos químicos, particularmente la flor de azufre, son de la mas superior calidad».
Diccionario Geográfico, Histórico-Estadístico de España..., Pascual Madoz

Libros contaba entonces (1847) con una población de «176 casas de muy mala construcción, algunas de ellas metidas dentro de cuevas», aludiendo a la viviendas subterráneas existentes en el barrio minero, utilizadas por los primeros trabajadores de la explotación.
Cronológicamente, para la extracción del azufre de la mena se utilizaron en Italia distintos sistemas, desde los primitivos «doppioni» hasta los «calcaroni», pasando por los «calcarelle»: todos ellos tenían una baja rentabilidad, además de que solo funcionaban una parte del año –desde finales de junio hasta principios de febrero-: mientras que los hornos de las minas de Libros, basados en el sistema de destilación descubierto por Pedro Lagasco, funcionaban durante todo el año, día y noche.
En el complejo minero de «La Azufrera» de Libros, sin embargo, hubo distintos tipos de horno, que fueron evolucionando con el tiempo. Los más antiguos se hallaban el la «rambla de Riodeva» y en lo que posteriormente fue la plaza del poblado —que también servía de campo de fútbol—: eran «grandes habitáculos alargados con techo de cañón, sin cámaras de condensación». Posteriormente se construyeron otros hornos –los popularmente llamados «Chatos», «Grandes» e «Iglesias»-, cuya única diferencia estaba en el tamaño: todos ellos «poseían bóvedas de ladrillo (revestimiento interior), estando forrados de piedra labrada (revestimiento exterior), cámaras de condensación, toberas para la inyección de aire (para mantener la combustión de la pizarra) y canales por donde salía el exterior el azufre líquido».
Técnicamente, sin embargo, los hornos de azufre de Libros se hallaban entre los «calcaroni» y los basados en el «método de Laming» -en los que para la destilación del azufre, el mineral ya fundido se colocaba en una caldera-:

«Como la destilación es lenta y la temperatura relativamente baja, da tiempo para que el azufre se condense en forma de polvo cristalino, lo que se conoce como “flor de azufre” muy alabado por su gran calidad. La elevación de la temperatura en la cámara, hasta conseguir el punto de fusión del azufre, hacía que éste pudiera verterse en unos moldes, donde adquiría la forma del continente: así se obtenía la variedad denominada “azufre en cilindros”, por el aspecto de cañería que tenía».
Desde el Rincón de Ademuz, Alfredo Sánchez Garzón

## Reseña histórica

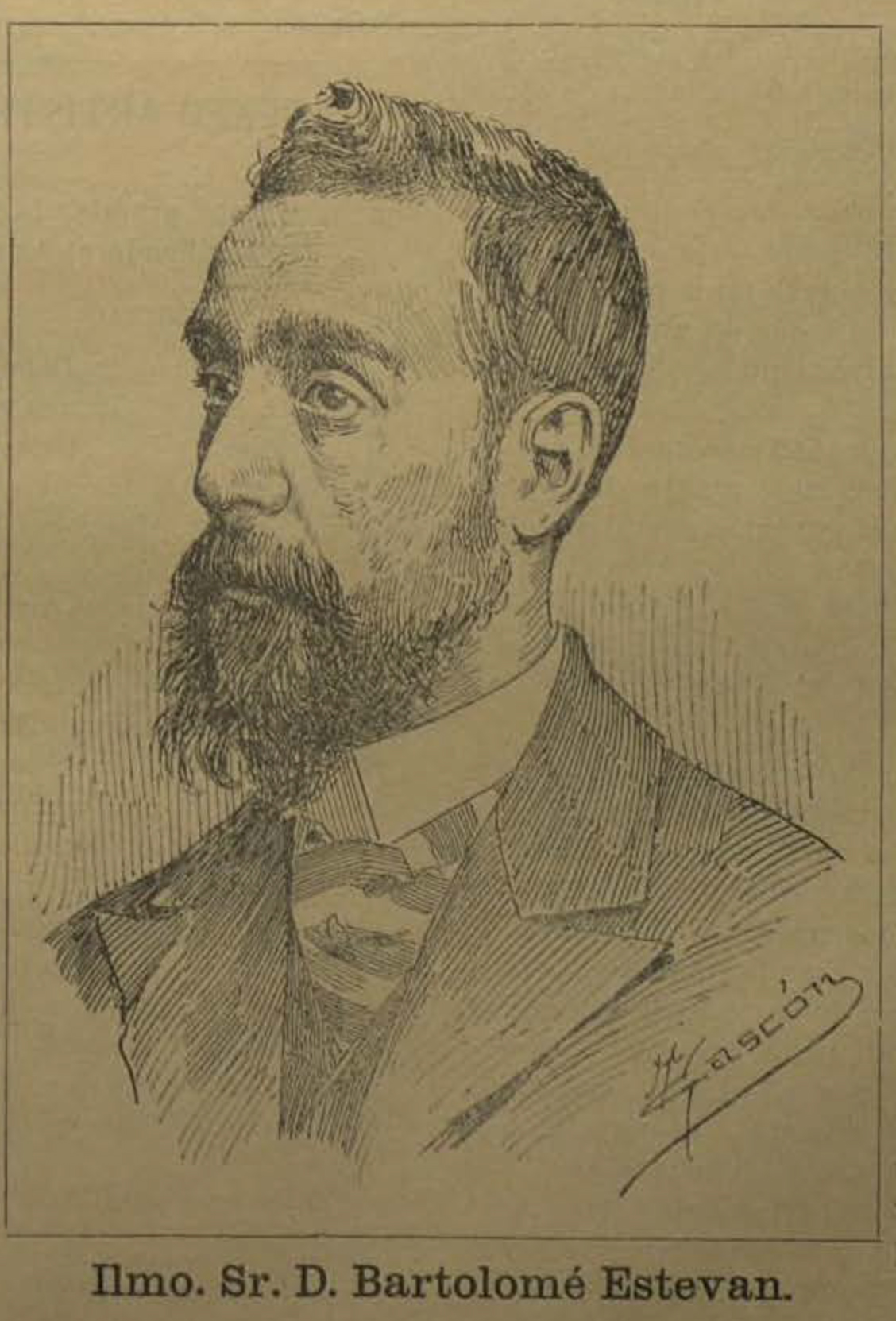
Retrato de Bartolomé Estevan y Marín en Miscelánea Turolense (1892)

El historiador y profesor José Serafín Aldecoa Calvo, basándose en un artículo firmado con las iniciales «J.T.» aparecido en el diario turolense La Provincia de 6 de mayo de 1922, en el que se da cuenta de la actividad minera en Libros, refiere que a finales del siglo XIX, Domingo Gascón y Guimbao, turolense de Albarracín, celebraba en la Miscelánea Turolense (1891-1901) la producción de azufre en Libros, estimada en 43.000 toneladas anuales, lo «que convertían a Teruel en la provincia de España con mayor extracción de este mineral». El propietario de las instalaciones de Libros era entonces el ingeniero,[cita requerida] y diputado conservador en Madrid,[cita requerida] Bartolomé Esteban y Marín, a la sazón gobernador civil de Teruel, entre otros títulos, «que desde hacía tiempo explotaba las minas para la fabricación de pólvora».
A finales de la primera década del siglo XX (1910), Esteban y Marín acordó la venta de su concesión e instalaciones a la «Industrial Química de Zaragoza» (IQZ), empresa de reciente creación «que adquirió las más de 750 pertenencias de azufre»: San Bartolomé, San Joaquín, Santa Matilde y Nuestra Señora del Pilar –las más productivas-, comenzando así «la explotación intensiva» de los yacimientos. Mediados los años veinte (1927), el censo se trabajadores en las minas se estimaba en cuatro centenares, muchos de ellos procedentes de Albacete (Hellín) y Lorca (Murcia). Estos trabajadores, junto a sus familias, vivían «en el centenar de viviendas construidas por la empresa y en las cuevas excavadas en las rocas», estos últimos «en condiciones muy lamentables», según comprobó el gobernador civil de Teruel (Jaime Ninet) en una visita (1931).
La información proporcionada por Aldecoa Calvo, respecto a las viviendas subterráneas se contradice con la aportada por las hermanas Valero -María y Ángeles-, nacidas en el barrio minero, la primera en 1918, y que vivieron allí hasta el comienzo de la guerra civil española (1936), aunque ellas ya no conocieron a nadie que viviera allí. La clave para interpretar dicha información puede estar en que a la fecha de la visita del gobernador civil de Teruel (1931), solo algunas cuevas estaban habitadas:

«Junto (a las viviendas construidas por la empresa para los mineros y sus familias) se construyó una iglesia subterránea dedicada a la Virgen del Pilar, las escuelas, una fonda, comercios, chalés para ingenieros y director y otros servicios de atención médica. Con estos y otros elementos se formó un poblado minero característico de este tipo de explotaciones que pretendía ser autosuficiente».
Las minas de Libros, José Serafín Aldecoa Calvo

Por entonces, la «Teledinámica Turolense, S.A.», recién establecida la fábrica de luz en Castielfabib (1917), «levantó el tendido eléctrico que permitió construir un pequeño funicular para el transporte de carbón que consumían los hornos» –el carbón provenía de la mina «San Jorge» de Mas del Olmo, Ademuz-. De esta forma, la «Teledinámica» comenzó a suministrar electricidad a «La Industrial Química de Zaragoza», constituyéndose en «uno de los primeros y más importantes clientes» de la compañía eléctrica.- Se perfeccionaron los molinos de azufre, y se construyó un pequeño ferrocarril para uso interno que circulaba en la explotación minera y que llegaba hasta el «Almacén de Libros», junto al Turia, entre éste y la CN-330. El tren servía para el transporte de mineral y de material, pudiendo llevar también vagones para los trabajadores y sus familiares: «el conjunto de la explotación fue proyectado por el ingeniero alemán Guillermo Quellenberg». Otros personajes vinculas a la explotación minera en 1922 eran: Rafael Clavería, ingeniero-director; Antonio Escudero, presidente del Consejo de Administración, Tomás Castellano y Joaquín Torán, consejeros delegados.
Respecto a la actividad sindical, en los meses previos al advenimiento de la II República Española se creó el «Sindicato Minero de Libros», de orientación socialista (UGT) -«a finales de 1931 contaba con 101 afiliados»-: entre sus dirigentes estaban Pascual Martínez y Diego Quiñónez. En agosto de ese mismo año se constituyó el «Comité Paritario del Azufre», para mediar entre los conflictos laborales entre los trabajadores y la patronal: «El de Libros estaba integrado por tres vocales de la patronal (Ángel Garzarán, Felipe Alfar y Luciano Ramírez) y tres vocales de los trabajadores (Ignacio Uriel, Maximino García y Juan Solá), mientras que el presidente era designado por el Gobierno».
En cuanto a la salubridad del barrio minero:

«La actividad en las minas era bastante insalubre y repercutía en toda el área de explotación, no sólo por la extracción del propio azufre, sino por las nubes de humo que cubrían todo el poblado y el enorme calor que despedían los hornos. Un periodista afirmaba que los mineros preferían seguir viviendo en las cuevas por ser más impermeables al calor que las casas de la empresa “por la extremada temperatura de la Azufrera y la sequedad exterior”».
Las minas de Libros, José Serafín Aldecoa Calvo 

Tocante al número de hornos existentes en el complejo minero-industrial, (en 1922) «era de 82, de distinta capacidad: había 14 en los que cabían 100 toneladas y en el resto, 50». Como combustible de los hornos, inicialmente se utilizó el carbón de Mas del Olmo (hasta 1924), empleándose después las pizarras bituminosas. El periodo de mayor producción coincidió con la I Guerra Mundial, tiempo en que la obtención de azufre casi duplicó su volumen, «al pasar de 8.000 a 14.000 toneladas».
Desde una óptica poblacional, la actividad minera supuso para el municipio de Libros «un considerable incremento demográfico», ya que (entre 1920 y 1930), pasó de 794 a 1.586 habitantes.

## Persistencia de la memoria
A comienzos de la segunda década del siglo XX (1912-1913), el maestro de obras valenciano, Vicente Alabau Olmo (1873-1936), casado con Petra de la Salud Hernández, de Torrebaja, «fue requerido para colaborar en la dirección de obras de la explotación minera y refinería de azufre de Las Minas de Libros (Teruel)», siendo ese el motivo por el que la familia se instaló en el poblado del complejo minero-industrial. Su trabajo se centró en «las obras de apoyo a la explotación», y más especialmente en «la construcción y conservación de la planta industrial», incluyendo los equipamientos de oficinas y las viviendas del personal especializado.
En sus memoras familiares, Martínez Alabau, nieto de Vicente Alabau, distingue tres épocas en la explotación minero-industrial de La Azufrera: «una primitiva e incipiente», «otra posterior de pleno auge» y otra «final de decadencia».
En la primera época solo se construyó a ambos lados del camino viejo de Riodeva, que pasaba por el centro del poblado minero, y la explanada donde se halla la ermita-oratorio del lugar: 

«... a la derecha se edificaron las oficinas y, siguiendo el declive del terreno, las primitivas instalaciones industriales; a la izquierda, algo más alto, en primer término, la casa gerencia y una batería de hornos de primera fusión y a continuación una plaza rectangular circundada por viviendas. (...) Más adelante, en un plano aún más alto, la iglesia, excavada en forma de trinchera en la colina, por lo que sólo fue preciso construir una de sus cuatro paredes (...) y dotar de techumbre a todo el conjunto».
Mis abuelos maternos, Luciano Martínez Alabau

De las obras realizadas entonces únicamente se conserva hoy la ermita-oratorio de Santa Bárbara y el edificio del «Almacén de la Azufrera», situado entre el río Turia y la CN-330, junto al puente que atraviesa la carreterita de Riodeva. En fases posteriores se construyeron «más hornos de primera fusión, de sublimación y moldeo, cámaras de sublimación, cernedores, molino y almacenes», situados a ambos lados del nuevo trazado de la carreterita de Riodeva.
Semejante volumen de obra requería de ingentes cantidades de material –productos cerámicos (ladrillo, tejas), áridos (arena, grava), cal y cemento-, que había que transportar desde Teruel con los rudimentarios medios de entonces, en carros y a lomos de caballerías. Esa fue la razón de que el maestro de obras, señor Alabau Olmos propusiera a la dirección diversas actuaciones para facilitar los trabajos: una rampa para subir los áridos desde la rambla de Riodeva, y la construcción de un horno de cal y una tejería. Dichas propuestas fueron aceptadas, quedando su construcción y mantenimiento al cargo del maestro de obras.
Mientras tanto, la esposa del maestro de obras, señora Petra de la Salud, regentaba el horno del poblado minero, haciendo y vendiendo pan con la ayuda de un oficial panadero. Por aquellos años, la familia Alabau de la Salud contaba ya con siete hijos: Consuelo (1903, Los Santos, Castielfabib), Vicente (1905, Castielfabib), Miguel (1907, Valencia), Remedios (1909, Valencia), Jaime (1911, Valencia), Angelina (1915, Minas de Libros), Adolfina (1918, Minas de Libros). Los hermanos mayores –Vicente y Miguel-, además de «arrimar el hombro cuanto pudieron», iban a la escuela. Las hermanas mayores -Consuelo y Remedios- recordaban la dureza de los inviernos de entonces en «La Azufrera», aislados a veces por la nieve, y el «ir a lavar en invierno a la rambla de Riodeva», «con la gaveta a la cabeza, llena de ropa aún húmeda, con temperaturas bajo cero».
Esa fue una época de gran esplendor para «La Azufrera» -durante la II Guerra Mundial (1914-1918)-; después «perdió poco a poco su volumen de trabajo y empleo», ya que el yacimiento no era rico ni el mineral de gran pureza, de ahí su temprano agotamiento.
Paralelamente se produjo la entrada en el mercado español del azufre de una compañía norteamericana, la «Unión Sulphur & Co.», de Nueva York, que en 1919 fundó una filial en España, estableciendo una refinería en Tarragona, idéntica a las que dicha compañía tenía en Orán (Argelia francesa), Marsella y Sète (Francia). En la construcción y puesta en marcha y producción de esta refinería «se contrató preferentemente personal especializado del Rincón (de Ademuz) formado en Las Minas».
La gerencia de esta sucursal la asumió el ingeniero de minas Juan Francisco Fernández de Celeya y del Amo, «que perteneció durante años a la plantilla de dirección de la explotación minera y refinería de las minas de Libros». Fernández de Celaya se puso en contacto con el maestro de obras, proponiéndole asumir la construcción de la refinería de azufres que la «Unión Sulphur de Nueva York» pretendía instalar en Tarragona, lo que llevó a cabo bajo la dirección del arquitecto José Mª Pujol de Barberá, a partir de 1919.
Tras la guerra civil española (1936-1939), durante la Autarquía y el bloqueo internacional que los aliados impusieron al régimen franquista –y a España-, se dio nuevo impulso al complejo minero-industrial de «La Azufrera» de Libros (Teruel), «aprovechando casi exclusivamente el mineral pobre existente en el retacado de galerías y en algunas escombreras, pero tuvo muy poco éxito».
En suma: a comienzos del siglo XX la empresa «Industrial Química de Zaragoza, S.A.», estableció una explotación minera en «La Azufrera» de Libros (Teruel), en sus momentos de máximo esplendor la industria llevaba a cabo procesos de extracción del mineral, primera fusión (método Calcaroni), sublimación y molienda del azufre, así como su ensacado y transporte hasta Teruel. Posteriormente se construyeron otras instalaciones: hornos de cal, tejerías, extracción de lignito y pizarras bituminosas, todo lo cual requería de una compleja organización y estructura interna y externa.

## Acceso, ubicación y descripción
En el punto kilométrico 274 de la CN-330, margen derecha del Turia, hay varios edificios y una nave correspondiente al antiguo «Almacén de Azufre» de Libros: en este punto se halla el puente que atraviesa el Turia, por donde discurre la vía TE-V-6012 que lleva a Riodeva. Cuatro kilómetros y medio más arriba se hallan las ruinas del antiguo complejo minero de «La Azufrera», situado en una amplia explanada en las estribaciones del cerro Centellas, entre la base del cerro (norte), la ribera derecha de la rambla de Riodeva (sureste) y la rambla de la Matanza (noroeste).
El complejo minero estaba dividido en dos espacios distintos, la zona de viviendas (poblado) y la zona propiamente minera, con las galerías de donde se extraía el material y los hornos para la destilación del azufre, el molino de azufre, los almacenes donde se guardaba el mineral, las tejerías para la fabricación de tejas y ladrillos, el aserradero, la carpintería, el garaje donde se reparaba y guardaba la máquina de tren y las vagonetas, el transformador eléctrico, etcétera -ocupando una amplia extensión-.
La zona de viviendas se hallaba al noroeste, centradas por una placeta rectangular -con una fuente de pilón y abrevadero,construida en los últimos años- bordeada por distintas construcciones: el cuartel de la Guardia Civil, el frontón de pelota y otros edificios destinados a viviendas, tiendas, economato, tasca. En un extremo de la plaza había una calle bordeada por dos hileras de casas adosadas formando dos barriadas, y otra en el extremo más noroccidental de la misa. Por un lado de la plaza discurría en los últimos años el camino viejo que llevaba a Riodeva, en uno de cuyos márgenes, parte de la hondonada, se hallaban los chalecitos o viviendas del administrador, el hospital y otras dependencias. Existen múltiples testimonios de la vida del poblado minero –María Valero, nacida en el lugar en 1918- refiere:

«Yo nací aquí en el barrio minero y me bautizaron en la iglesia-ermita de Santa Bárbara que hay allí arriba, y viví en una casa de estas con mis padres y hermanos, hasta el comienzo de la guerra civil, que empezó cuando yo tenía dieciocho o diecinueve  años… Entonces había mucha gente trabajando en las minas, numerosos obreros con sus familias, esposas e hijos… Aquí había una calle, ente dos grupos de casas… En esta otra parte se hallaba el cuartel de la Guardia Civil… Teníamos cura –mosén Ricardo le llamaban-, muy buena persona… Vivía en la parte alta, junto a la iglesia, donde se hallaban también las escuelas: la de niñas arriba y la de niños abajo… El cura hacía de educador de todos… Había una maestra, a la que decían doña Isabel Marqués Ibáñez…/ Al médico le llamaban don Tomás, y, además, teníamos practicante… Había horno y carnicería (…), y por supuesto café. En el café había un salón social, con sus mesas y sillas y otra sala más amplia para reuniones y baile, donde también se hacían representaciones de teatro…, allí se celebraban siempre las bodas… Esto era como una pequeña ciudad, casi una capital… Había muchas cosas y pese a ser una zona minera todo estaba muy limpio y aseado…».
Desde el Rincón de Ademuz, Alfredo Sánchez Garzón

Además del personal administrativo (director, gerente, contable) y de servicios (médico, practicante, tenderos, horneros, carniceros…) estaban los mineros que extraían el mineral, los que atendían los hornos, cuadreros que cuidaban de los animales de arrastre y multitud de mujeres, chicos y chicas que hacían trabajos secundarios, como la selección del mineral y el troceado de las pizarras que servían de combustible en sustitución del carbón –Melchor Pérez Sánchez (Riodeva, 1921)- refiere:

«Junto con otros muchachos de Riodeva, a los que nos llamaban pinches, venía yo todas las mañanas antes que se fueran las estrellas, pues teníamos que estar en el tajo a los ocho en punto; y si llegabas tarde, el encargado te decía: Oye, tú, mañana no vuelvas… Daba igual si hacía frío o calor, si llovía o nevaba: Recuerdo una vez que había nieve hasta la cintura… (…) Veníamos en cuadrilla desde Riodeva: 60 ó 70 hombres, unas 10 mujeres y una caterva de muchachos; vaya, un montón de gente… Todos llevábamos un saquito de tela con la comida, un trozo de pan abierto con un par de tajaditas para todo el día, pues los turnos eran de doce horas… (…) Los muchachos, y las mujeres, escogíamos el mineral que sacaban con las vagonetas… (…) Las vagonetas las arrastraban dos o tres mulas ciegas que tenían en las galerías y vaciaban el mineral en los planos: Allí con unas picoletas que traíamos separábamos el mineral de azufre de la ganga, pedruscos y tierra que había encharca a las chinas de azufre… El mineral bueno lo echábamos a unas carretillas y se lo llevaban a los hornos, para quemarlo y sacarle el azufre. También picábamos las pizarras, utilizadas par encender los hornos… (…) A veces me mandaba de pinche para ayudar en los hornos chatos… Allí acarreaba las gavetas de madera desde los hornos hasta las balsas. Así se fraguaba el azufre, poniéndose duro como una piedra».
Desde el Rincón de Ademuz, Alfredo Sánchez Garzón

Respecto al proceso de destilación del azufre en las minas de Libros:

«Estos hornos (se refiere a los de la Plaza) fueron de los primeros que construyó la compañía, aunque los más antiguos están el la Rambla... Esto es la parte más alta del horno –dice señalando la bóveda- y nos hallamos en la parte posterior de las cámaras... Ya ves, son grandes como salones. [Por detrás] se introducían las piedras de azufre, una vez limpias de tierra... Los hombres las traían en carretillas y las entraban con cestas terreras... Colocaban muy bien las piedras, apilándolas y apretándolas con cuidado. Cuando la cámara se llenaba tapiaban la entrada y la obraban con yeso, para que no respirara. Entonces le prendían fuego por la parte de delante, donde se hallaba la boca del horno. El fuego se prendía con el carbón que traían de Mas del Olmo; algo flojo, decían, pero suficiente para caldear los hornos... Lo de calentarlos con pizarras vino después... Cuando llevaban varios días encendidos comenzaba a manar el azufre por unas canalicas de chapa que había delante. El azufre era un líquido negruzco, que olía a demonios... Caía en una gaveta de madera, donde se ponía duro como la piedra y entonces se echaba en unas balsas de agua. Después, cuando ya no salía humo, dejaban enfriar el horno durante varios días y volvían a destaparlo para vaciarlo de las piedras (...), que arrojaban a los terraplenes, y vuelta a empezar...».
Desde el Rincón de Ademuz, Alfredo Sánchez Garzón

Las pizarras bituminosas utilizadas como combustible para los hornos las extraían de una mina, «las sacaban en vagonetas, que vaciaban de trecho en trecho, a cada grupo de chicas y mujeres que había dispersas por la explanada”, que llamaban “plaza de la Pizarra»: «Las pizarras salían en forma de piedras y había que picarlas para sacar lanchas», «ardían mejor cuanto más finas», y «en cuanto les aplicabas una cerilla, aquello ardía como la yesca, por eso las utilizaban como combustible». El trabajo de picar las pizarras era labor de mujeres y chicos mayores de catorce años, «cobrábamos unas tres pesetas diarias y las mujeres un poco menos, no llega a las dos y media».
Para la vigilancia nocturna había un guardia de noche, «un hombre viejo que siempre llevaba una carabina al hombro», este hombre era también el encargado de dar el visto bueno para tapiar la entrada del horno, una vez lleno de mineral de azufre. Se trabajaba a destajo, de ahí la necesidad del guardia, porque algunos «no llenaban completamente el horno, así hacían más hornadas». Los hornos estaban numerados. Cada horno estaba atendido por dos personas, «un hombre mayor y su ayudante, en dos turnos de doce horas: uno de día y otro de noche...». Había que alimentar el horno continuamente con pizarras, «para que no se apagara y después, cuando comenzaba a manar el azufre, de continuo trayendo gavetas y más gavetas, sin parar...».
El carbón de Mas del Olmo se llevaba hasta la rambla de Riodeva mediante carros y desde este punto, junto al barranco del Esparto, se subía a las minas en vagonetas, utilizando un sistema de poleas y cables que izaban los contenedores con el mineral, y también el agua de la rambla precisa para la actividad minera: «En este punto siempre había un hombre, que vigilaba y que se comunicaba con otro que había en la rambla mediante un telefonillo». A media ladera de la «loma del Cable» había también otro control, donde se cambiaba la aguja de la vía, «pues sólo había dos vagones, cuando uno subía el otro bajaba, y allí se cruzaban».
Junto al transformador eléctrico se hallaba el aserradero y la carpintería, en las inmediaciones estaban las oficinas de la «pagaduría» donde se pagaba a los empleados: hasta hace unos años todavía podía verse la ventanilla, abierta sobre un mostrador de piedra. Poco más adelante, hacia poniente, están las ruinas del molino de azufre y del gran almacén.
El azufre se molía en un molino que había junto al gran almacén, mediante un sistema de almazaras: una vez molido se ponía en sacos de unos cincuenta kilos y se cosían, «esto era labor de las mujeres». Una vez embolsado, pasaban los sacos al almacén, «dejándolos caer por un agujero que había en forma de embudo».
Desde este punto, el azufre empacado se bajaba hasta el Almacén de la carretera de Teruel mediante un pequeño tren que servía también para subir todo tipo de material utilizado en la explotación minera, había vagones para las mercancías y pasajeros. La máquina de tren se guardaba todos los días en su garaje, lugar que servía también para su reparación. Del garaje todavía quedan los muros desmochados, y el foso de reparación.
El azufre se transportaba hasta la estación de tren de Teruel mediante camiones, carros y caballerías, muchos agricultores, vecinos de los pueblos del entorno, se dedicaban ocasionalmente a esta labor de transporte en invierno –como fuente de ingresos extra-, aprovechando la disminución del trabajo en el campo.

## El oratorio de Santa Bárbara

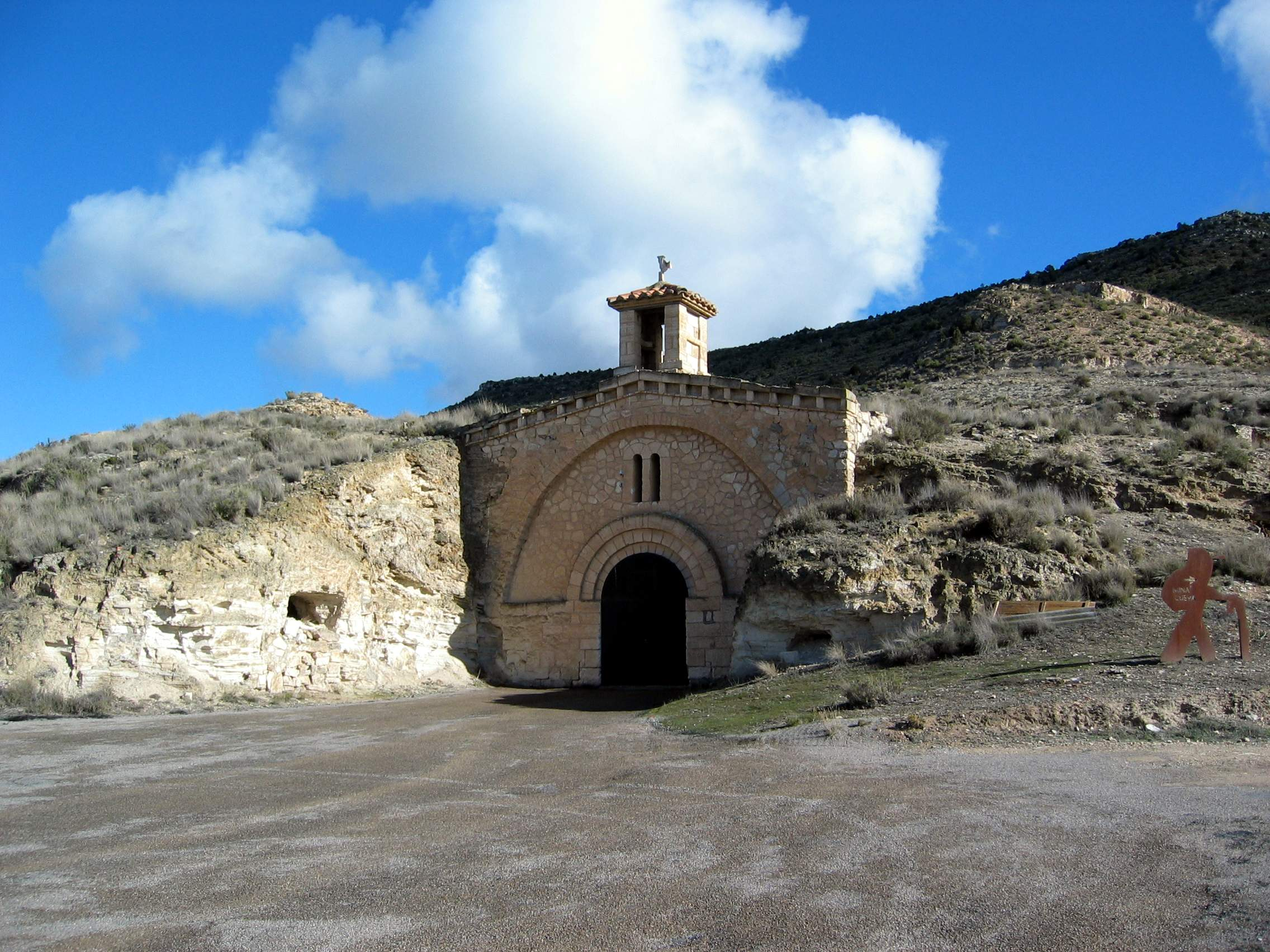
Vista de la fachada de la ermita subterránea (oratorio) de Santa Bárbara en el barrio minero de «La Azufrera» de Libros (Teruel), con detalle de la espadaña, año 2016.

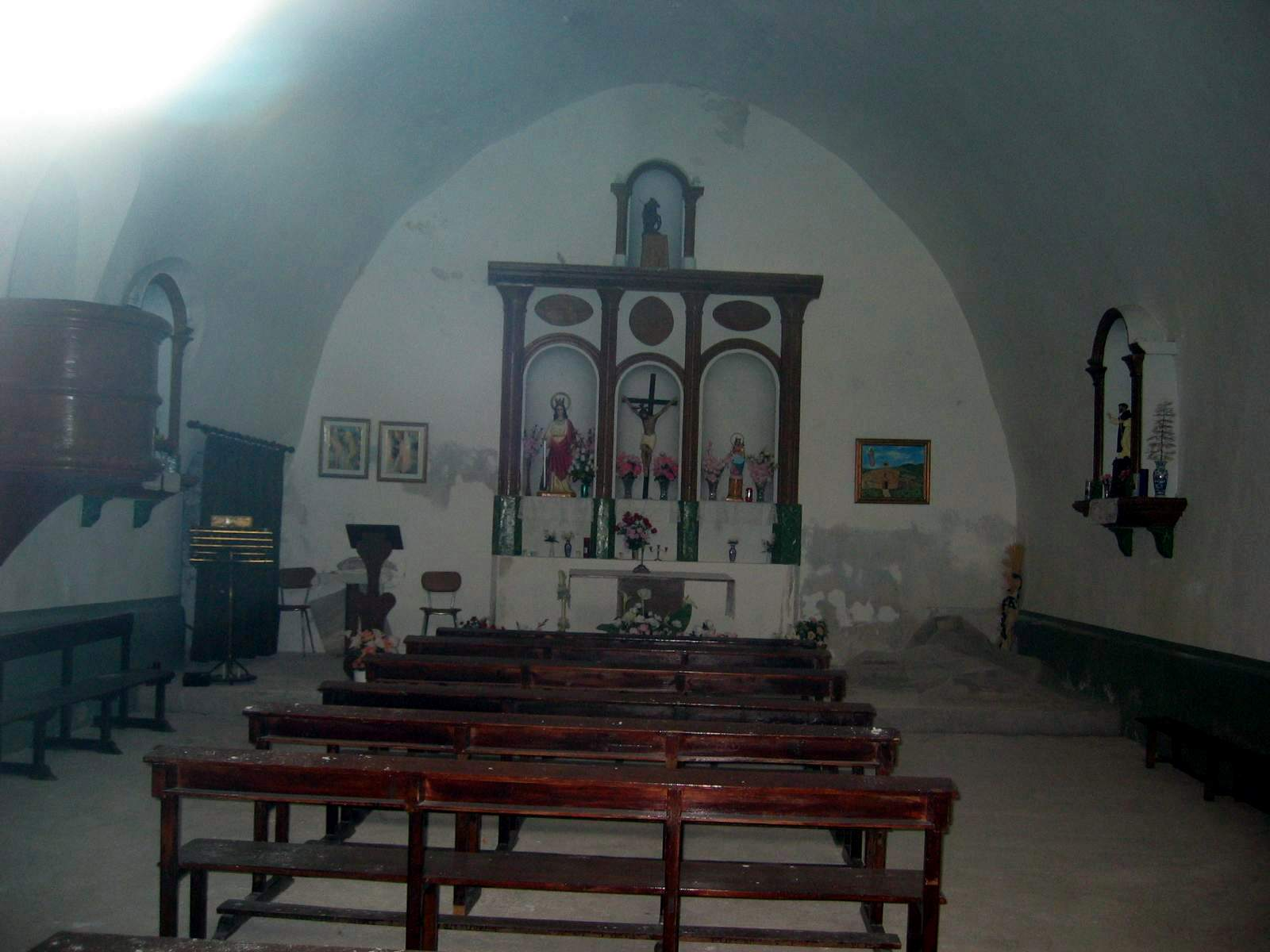
Vista interior de la ermita-oratorio del barrio minero de «La Azufrera» de Libros (Teruel), con detalle del retablo del presbiterio, año 2008.

La iglesia del barrio minero de La Azufrera se halla bajo la advocación de Santa Bárbara, es un oratorio excavado en la roca del monte con fachada de piedra y espadaña que mira al poniente, abierto en un altozano con placeta, donde se hallaba el edificio de las antiguas Escuelas:

«El espacio interior viene conformado por una nave única, piso cementado y techo arqueado. Las paredes se hallan jalbegadas, en agudo contraste con el zócalo, pintado en tonos oscuros. En la cabecera hay una mesa de altar exenta y otra adosada de obra, sobre la que se ubica un sencillo retablo. El conjunto está encajado en el mismo paramento del testero, con tres huecos separados por cuatro columnas lisas con capiteles labrados y adornos ovalados en la parte alta: la cavidad central luce un Cristo crucificado y las laterales imágenes de santos. Sobre la cornisa hay otro vano centrado, con una imagen de santa Bárbara mostrando sus atributos: palma del martirio, espada y torre almenada».
Desde el Rincón de Ademuz, Alfredo Sánchez Garzón

Por delante del cuartito de la sacristía, lado del evangelio, hay un púlpito oscuro de obra que sobresale en la nave, al que se accede por una escueta escalerita. La puerta de madera con dos hojas de madera que tenía en el acceso ha sido cubierta en los últimos años por otra de hierro, como medida preventiva, ya que el oratorio ha sido asaltado en varias ocasiones, y robado el campanil de la espadaña.

## Viviendas subterráneas
Desde la carretera de Riodeva, a la entrada del antiguo complejo minero de «La Azufrera», pueden verse multitud de puntos oscuros sobre la media ladera del «cerro Centellas», se trata de las entradas a la viviendas subterráneas, verdaderas casas-cueva trogloditas labradas en la montaña y que fueron utilizadas por los primeros mineros –y sus familias- que trabajaron en la zona.
Cuando Pascual Madoz dice que algunas de las casas de Libros se hallan «metidas dentro de cuevas» puede que esté refiriéndose a estas viviendas del barrio minero. Los testimonios recogidos evidencian que a principios del siglo XX estas cuevas ya no se utilizaban como viviendas, aunque se emplearon como refugios antiaéreos durante al guerra civil española, dado que la actividad industrial allí desarrollada fue catalogado como «industria de guerra y por ende objetivo militar», siendo objeto de bombardeos por la aviación del ejército rebelde, «nacional».
Las viviendas labradas en la base del monte pueden contarse por docenas, todas son similares, poseen dos o más habitáculos y se hallan orientadas a poniente, algunas poseen una pequeña cerca de piedra a modo de entrada, «y como corralito de animales domésticos»: cerca y cueva se cerraban mediante una puerta de tablas, el pórtico es estrecho, y con escalón para evitar la entrada de agua, algunas poseían el piso enlosado con los típicos ladrillos de barro cocidos en las tejerías de la compañía minera, aunque la mayoría poseen piso de tierra batida. Casi todas tienen sus paredes interiores encaladas, «mostrando un simple jalbegado con algún detalle de azulete». Con la excepción de las habitaciones más profundas, la altura del techo de las cuevas permitía deambular por sus estancias a un adulto erguido:

«Las cuevas disponían de hogar y chimenea, luciendo rústicos anaqueles para los utensilios de cocina y huecos para los cántaros, labrados en la propia pared, de la misma forma que las alcobas. Observamos varios cuartos, habiendo contado en una hasta cuatro aposentos de distinto tamaño. Algunas viviendas se comunican (por dentro) con otras, seguramente por haber pertenecido al mismo clan familiar. Las estancias interiores se hallaban separadas por cortinas, (...) para preservar la intimidad de sus moradores. (...), poseen además, huecos labrados en las paredes, a modo de rústicos tocadores, hornacinas donde colocar los objetos de tocador y aseo... (...), dormían sobre jergones, sacas de farfollas o camas turcas. No disponían de ninguna otra comodidad, más que la derivada de la propia termorregulación –cálida en invierno, fresca en verano-, como las bodegas...».
Desde el Rincón de Ademuz, Alfredo Sánchez Garzón

Lógicamente, «carecían de agua corriente», acarreada en recipientes al uso desde la fuente, «las necesidades fisiológicas debían hacerse afuera, envolviendo después las deposiciones». La limpieza y el aseo corporal total o parcial se realizaba «en gavetas o palanganas; cuando no en la misma rambla de Riodeva, adonde los asalariados acudían a bañarse en verano».
Lamentablemente, algunas de estas viviendas han sido restauradas con muy buena fe, pero en un estilo personal y extemporáneo, dándoles un aspecto que nunca debieron tener las originales.

## La Azufrera durante la guerra civil española
En los años treinta del siglo XX, la mayoría de la población de la provincia de Teruel vivía en núcleos rurales pequeños, la capital censaba apenas 13.584 habitantes en 1930, siendo Alcañiz la población más
poblada (9.000 habitantes): en el contexto rural turolense destacaba entonces la zona de Utrillas por sus yacimientos de lignito, la de Ojos Negros, con yacimientos de hierro y la zona de La Azufrera de Libros con sus minas de azufre -localidades donde la actividad sindical era notable, en contraste con las zonas de economía agraria-.
En los momentos iniciales de la revolución de 1936, entre otros hechos dramáticos tuvo lugar el arresto de varios mineros por la Guardia Civil, y el asesinato de Ángel Tortajada Gea (1901-1936), natural de Torrebaja -esposo de doña Isabel Marqués Ibáñez (1891-1977), maestra de niñas del lugar-, que regentaba el economato del complejo minero.-
Se formó un comité revolucionario en el barrio minero, bajo la presidencia de Casto Licer Casinos (1893-1937). La actividad industrial disminuyó, aunque sin llegar a desaparecer, siendo el lugar bombardeado en varias ocasiones por los nacionales –especialmente la zona de minas y hornos-: los habitantes del lugar se refugiaban entonces en las cuevas, viviendas de los primeros mineros.
Antes y después de la guerra civil española fue médico del barrio minero el doctor don Tomás García Parra (1892-1949), fallecido en las Minas de Libros el 24 de mayo de 1949, a los 57 años: se halla inhumado en el cementerio municipal de Tramacastiel, donde el Ayuntamiento puso una placa de agradecimiento en su memoria.

## Influencia económica y vida social
La repercusión social -laboral, económica, cultural- de las minas de azufre de Libros en los municipios de la zona fue enorme, favoreciendo la creación directa e indirecta de numerosos puestos de trabajo, y conteniendo la emigración a que la comarca se hallaba abocada por su actividad tradicional y la crisis agraria y territorial. Muchos vecinos de los pueblos limítrofes se asentaron en el poblado minero, mientras que otros se trasladaban diariamente desde sus lugares de origen –Mas del Olmo, Sesga, Torrealta y Torrebaja- hasta el lugar de trabajo en las minas.
Durante los años veinte y treinta del siglo XX, muchos habitantes de los pueblos circunvecinos trabajaron en la industria minera de Libros, interviniendo en la construcción de las viviendas, hornos y almacenes, y trabajando en las minas y hornos, ya que fue en esta época cuando la empresa «Industrial Química» de Zaragoza adquirió la explotación, llevando a cabo «grandes inversiones en infraestructuras, cuyo resultado puede colegirse por la magnitud del conjunto de las ruinas» que todavía perviven.
La repercusión económica indirecta en los pueblos circunvecinos fue también considerable, por ejemplo en la extracción de mineral de carbón en la mina de «San Jorge» -situada en el barranco de Vallurgo, término de Ademuz- utilizado como combustible para los hornos hasta mediados los años veinte (1924): pronto se descubrió la posibilidad de utilizar las pizarras de lignito que acompañaban al mineral de azufre para la combustión, con lo que la mina de Mas del Olmo se cerró. De la misma forma, la elaboración de puntales de pino para el entibado de las galerías benefició especialmente a los vecinos de los lugares más próximos, en especial al citado de Mas del Olmo.
Además de economato, (primero dependiente de la Compañía minera y luego regentado por un particular: Ángel Tortajada Gea, de Torrebaja) y mercería (telas e hilos), café, tascas –había una muy popular denominada «La Bombilla»-, y lupanar (barrio chino), en el poblado minero había carnicería y panaderías, negocios regentados todos ellos por vecinos de los pueblos comarcanos de Cuenca, Teruel y el Rincón de Ademuz por Valencia. También subían agricultores de los pueblos vecinos a vender sus productos al poblado, frutas, verduras, hortalizas; y los cesteros que hacían cestas terreras y capazos, generando en su conjunto una importante actividad económica en todos los sectores, incluso en el festivo (se celebraban partidos de fútbol entre los mineros y los equipos de los pueblos limítrofes) y religioso (las fiestas tenían lugar en agosto –con misa y procesión-, por la «Virgen de agosto» y por Santa Bárbara, patrona de los mineros y bajo cuya advocación estaba el oratorio local):

«La industria del azufre fue causa de la mayor inmigración que nunca han tenido estos pueblos desde la reconquista cristiana, pues vinieron familias enteras de Murcia y Albacete. Además, contribuyó a frenar momentáneamente la emigración, iniciada a principios del siglo XX y que después, tras el cierre de las minas y la crisis de la agricultura fue masiva. Aquel foco de riqueza y bienestar se desvaneció silenciosamente, tal como había aparecido. Su desaparición fue consecuencia de la reconversión industrial y del dificultoso transporte del mineral, pues comenzó a extraerse y a importarse de otros lugares con menos coste».
Desde el Rincón de Ademuz, Alfredo Sánchez Garzón

El hermano Emilio Castro, durante muchos años encargado de la didáctica de las Ciencias Naturales en el colegio "La Salle" de Teruel -que recogió multitud de ejemplares de Rana pueyoi- refiere:

«Lo que acabó con las minas de Libros fueron las refinerías de petróleo, que rendían azufre con más facilidad, y las ganas de librarse del impuesto que tenían que entregar al Estado, del 30 al 50% de la producción, para usos militares. La empresa fue adquirida por la CROS S.A, que en cuanto tuvo la mayoría de acciones cerró. La zona de las minas es ahora un lugar abandonado, donde no vive nadie. El pueblo más próximo es Riodeva, donde se explota caolín por una compañía valenciana. Los camiones que van a aquellas canteras pasan por las antiguas minas de Libros».
 Las minas de azufre de Libros y sus ranas fósiles, Emilio Castro

## Fósiles deRana pueyoi

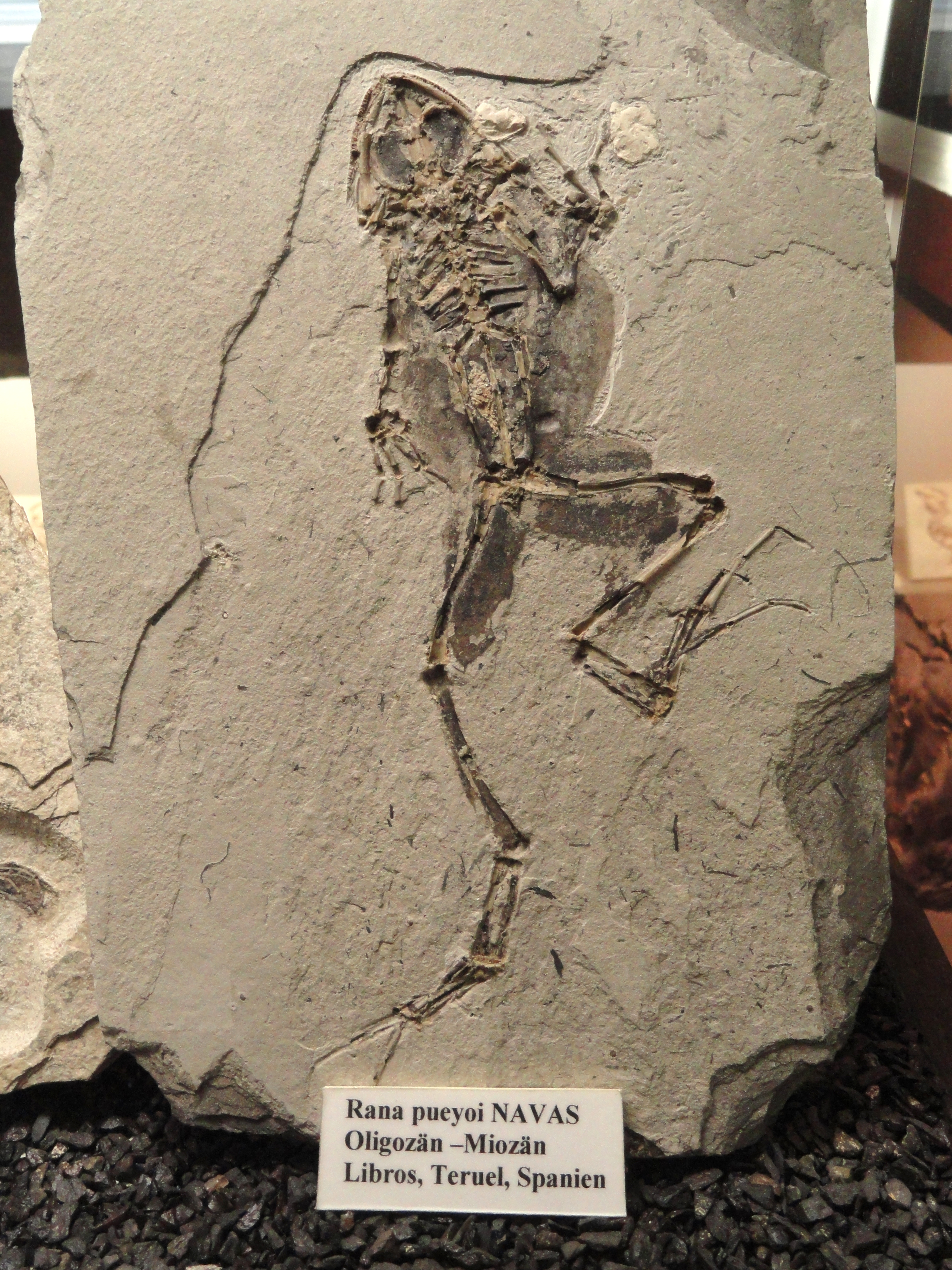
Ejemplar fósil de Rana pueyoi Navas, «Naturmuseum Senckenberg» Museo Senckenberg de Historia Natural (Fráncfort del Meno, Alemania), procedente del yacimiento minero de Libros (Teruel)

La primera descripción de Rana pueyoi fue realizada en 1922 por el padre jesuita Longinos Navás Ferrer (1858-1938), naturalista, botánico y entomólogo español, basándose en ranas fosilizadas en margas pizarrosas obtenidas en las minas de azufre de Libros.-

## Galería

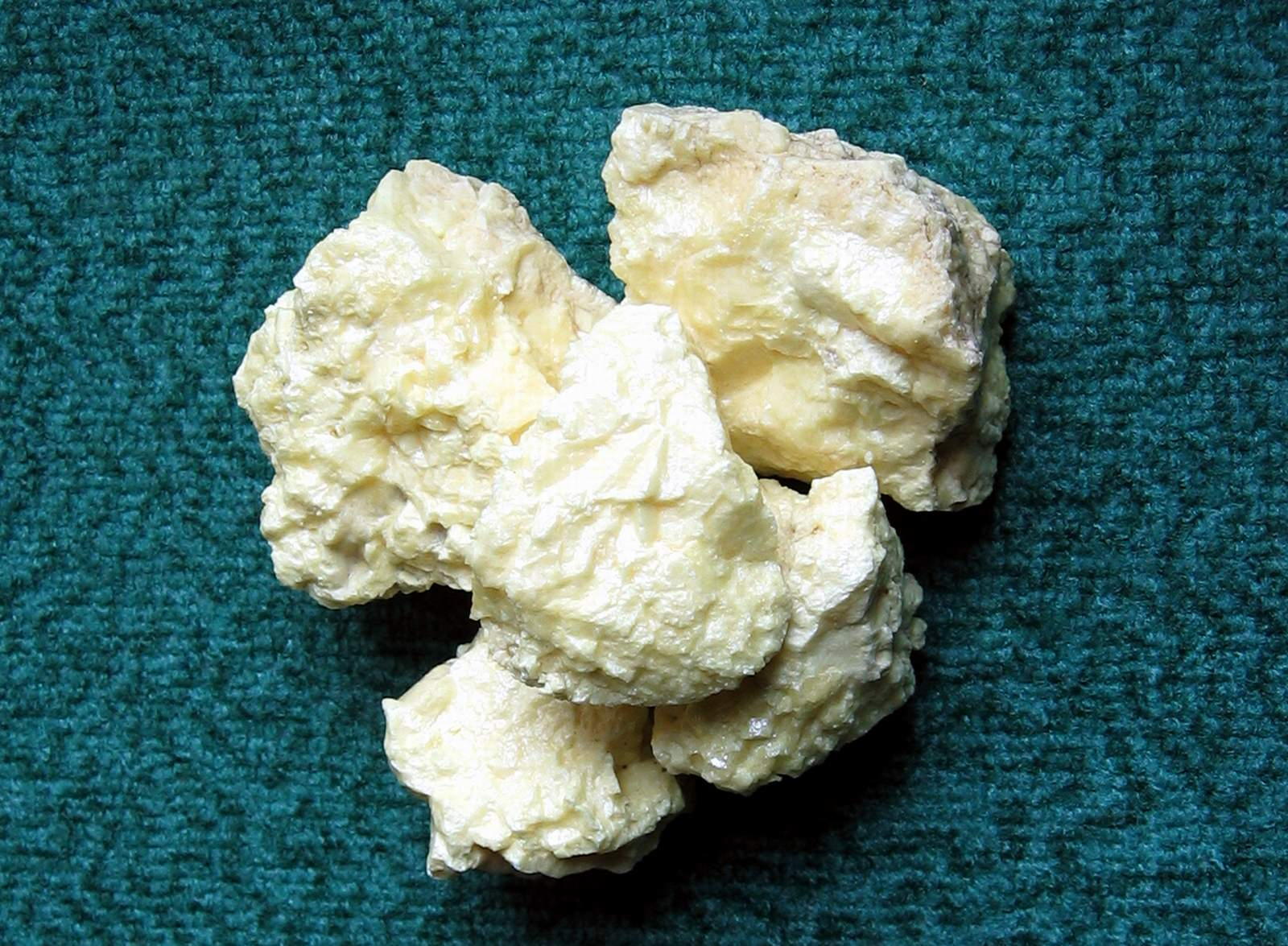
Detalle de azufre (del latín: sulphur) obtenido en los hornos de las minas de Libros (Teruel), año 2016.
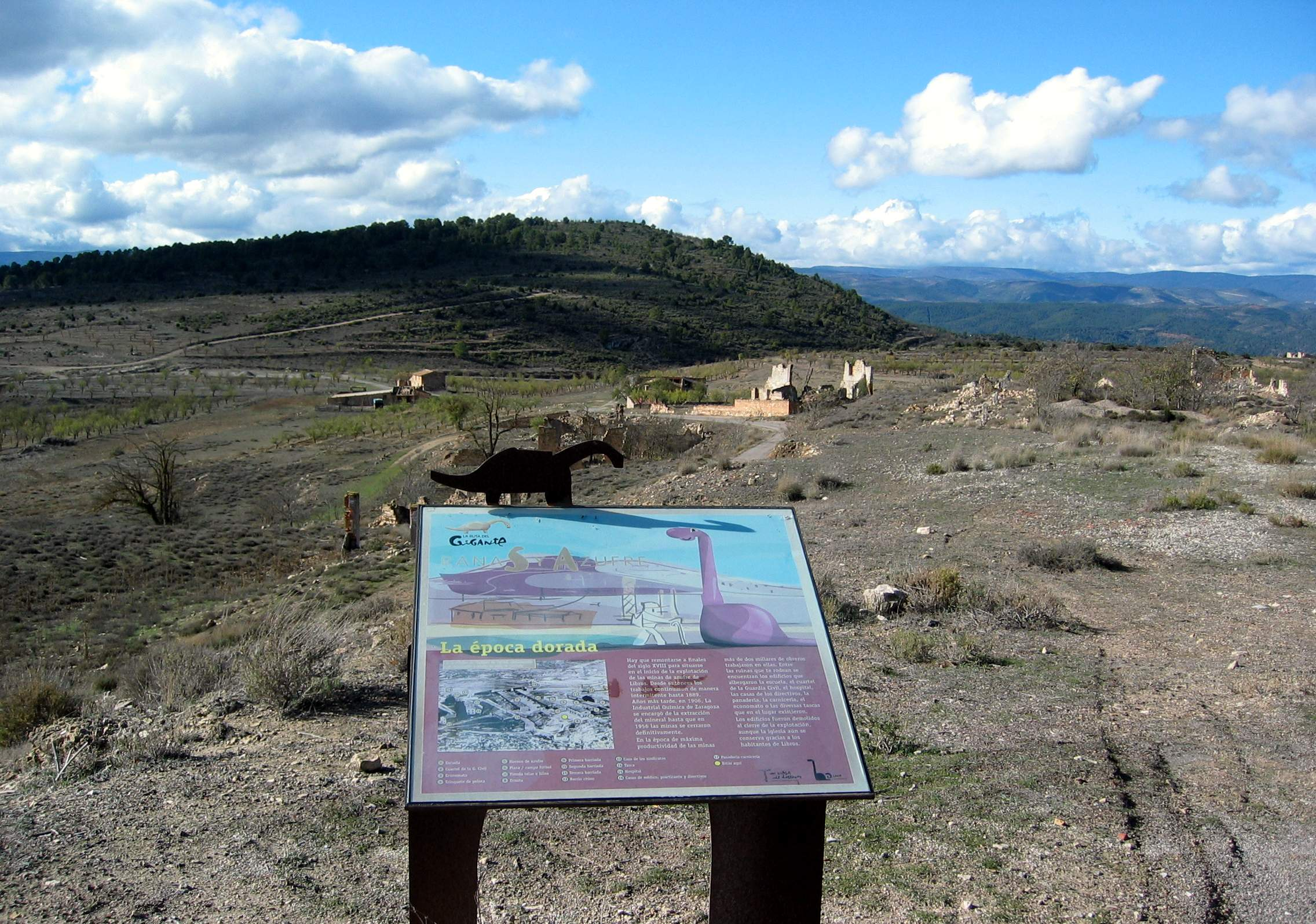
Vista de la plaza Mayor del barrio minero de La Azufrera de Libros (Teruel), con detalle del panel informativo existente en la placeta del oratorio, año 2016.
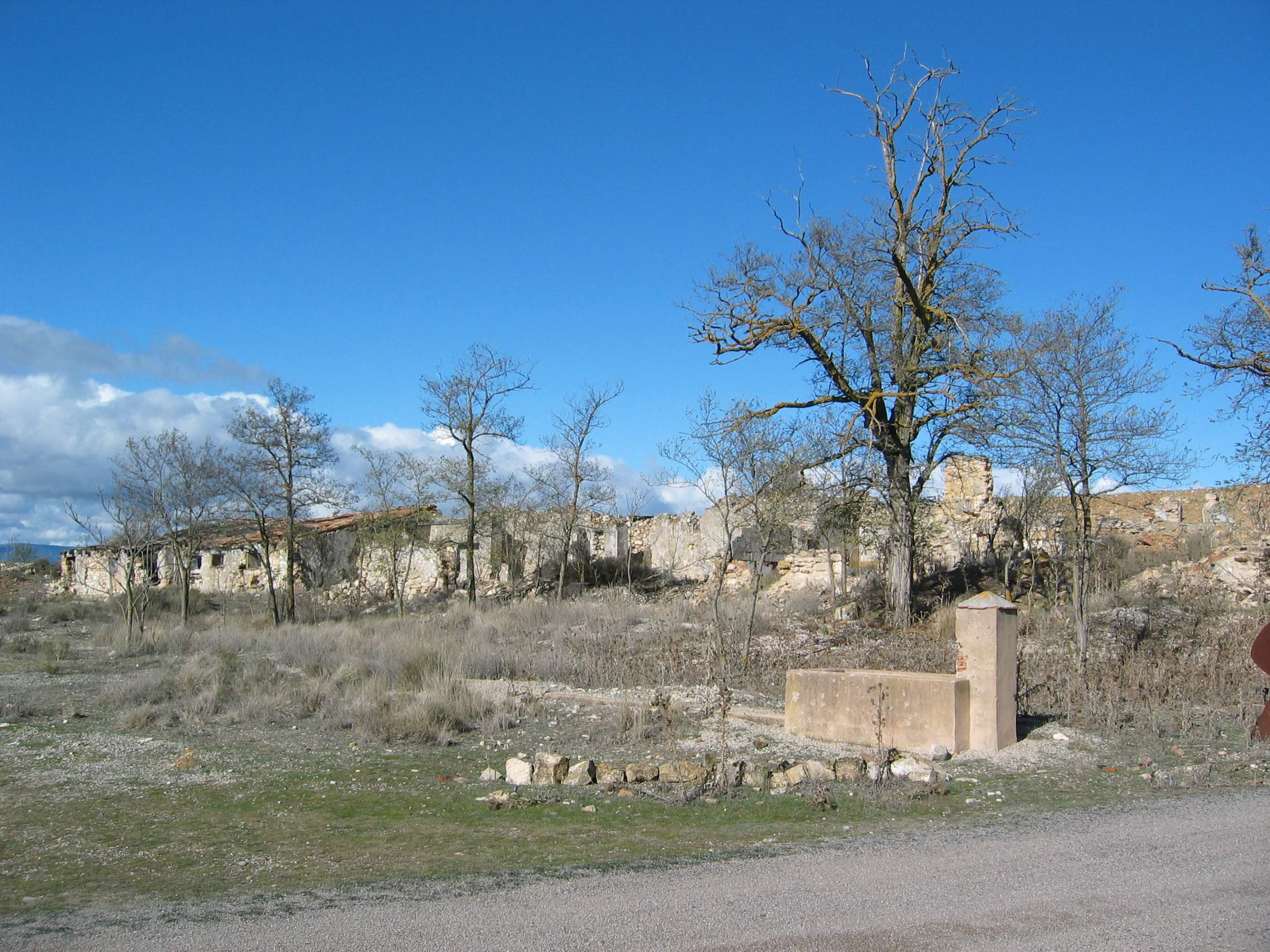
Vista de la plaza Mayor del barrio minero de «La Azufrera» de Libros (Teruel), con detalle de la fuente, año 2016.
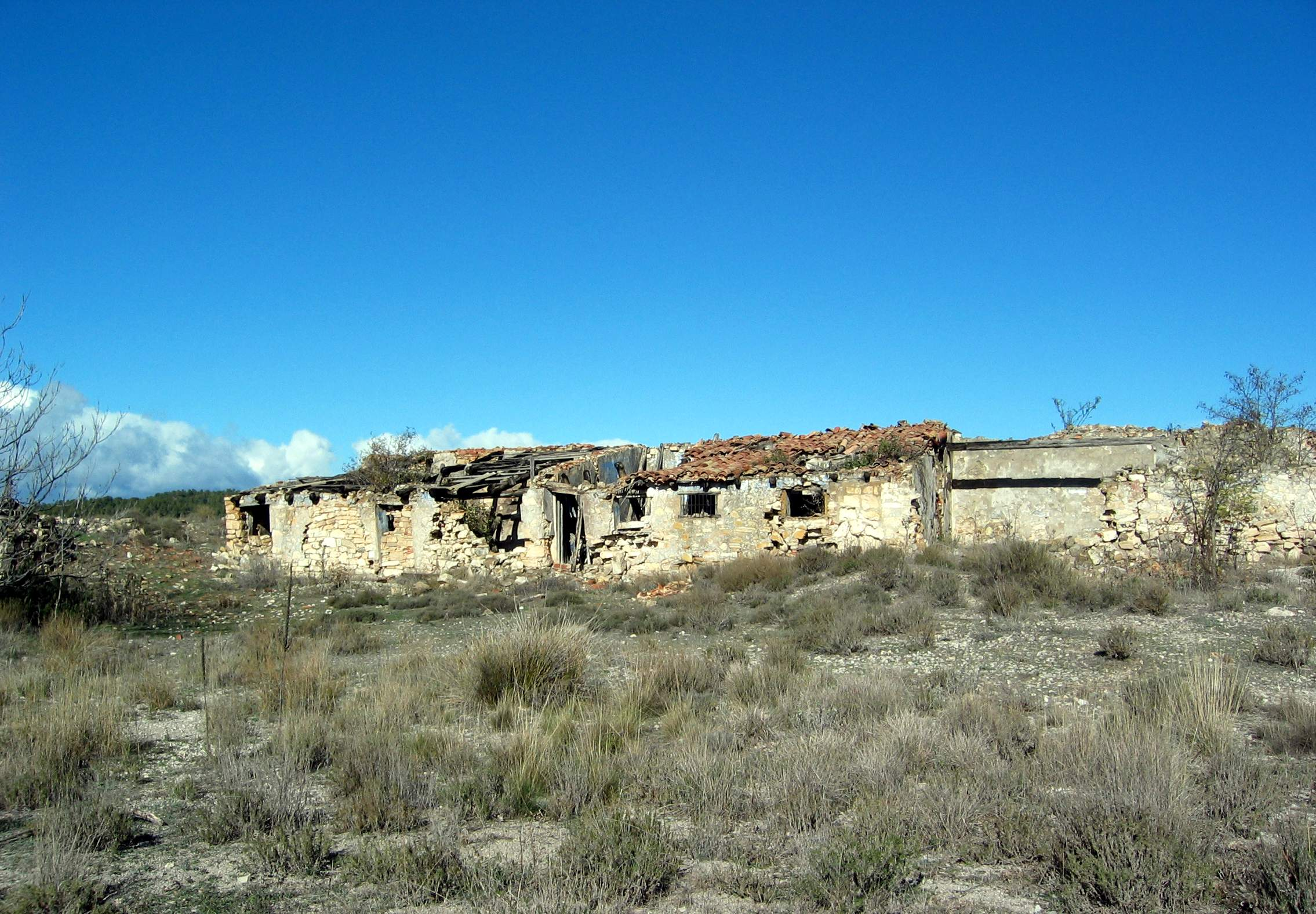
Vista de la plaza Mayor del barrio minero de «La Azufrera» de Libros (Teruel), con detalle de construcciones correspondientes a la Tercera barriada, año 2016.
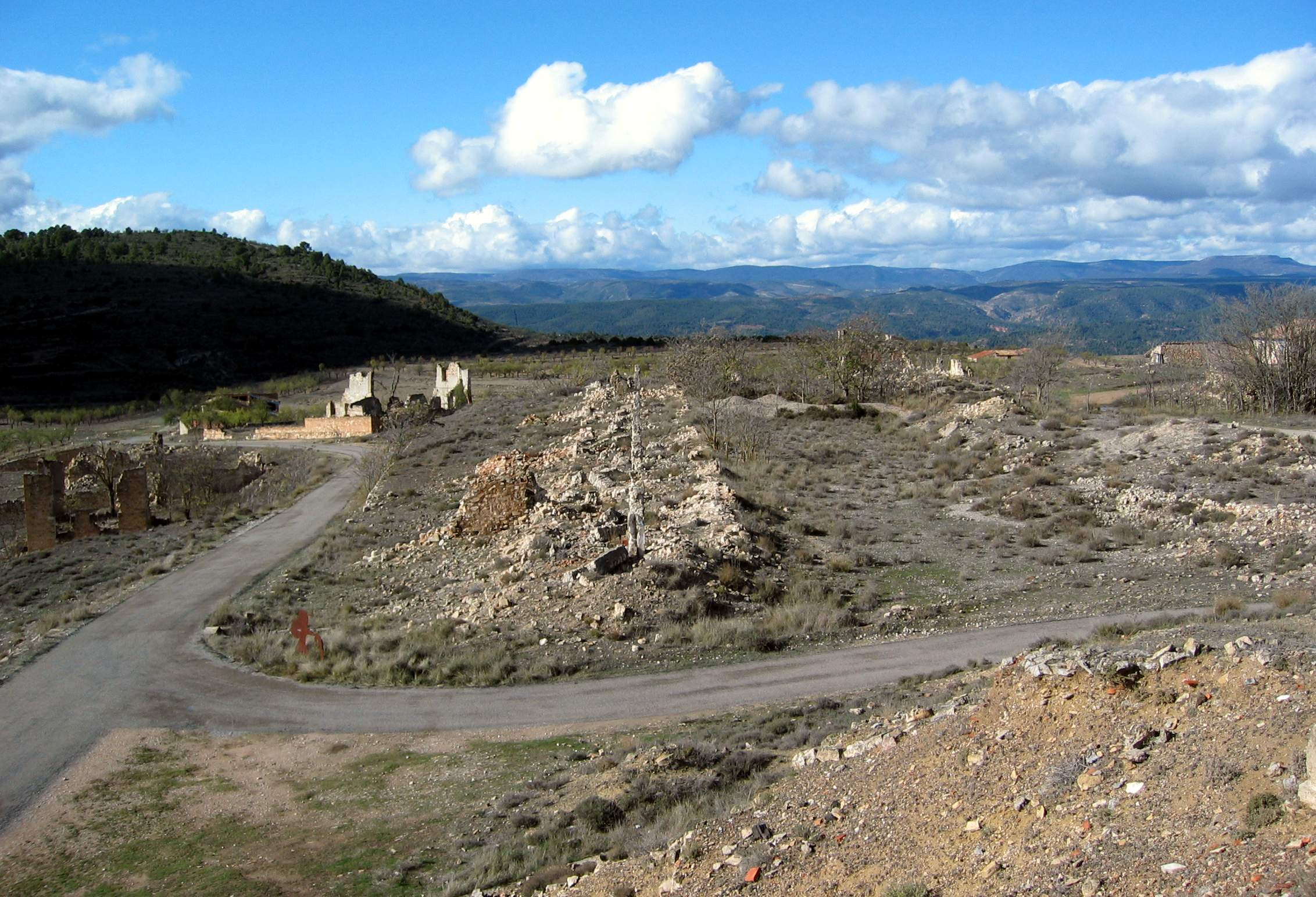
Vista de las ruinas del barrio minero de «La Azufrera» de Libros (Teruel), con detalle del acceso desde la carretera de Riodeva y ruinas correspondientes a la Primera y Segunda barriada, año 2016.
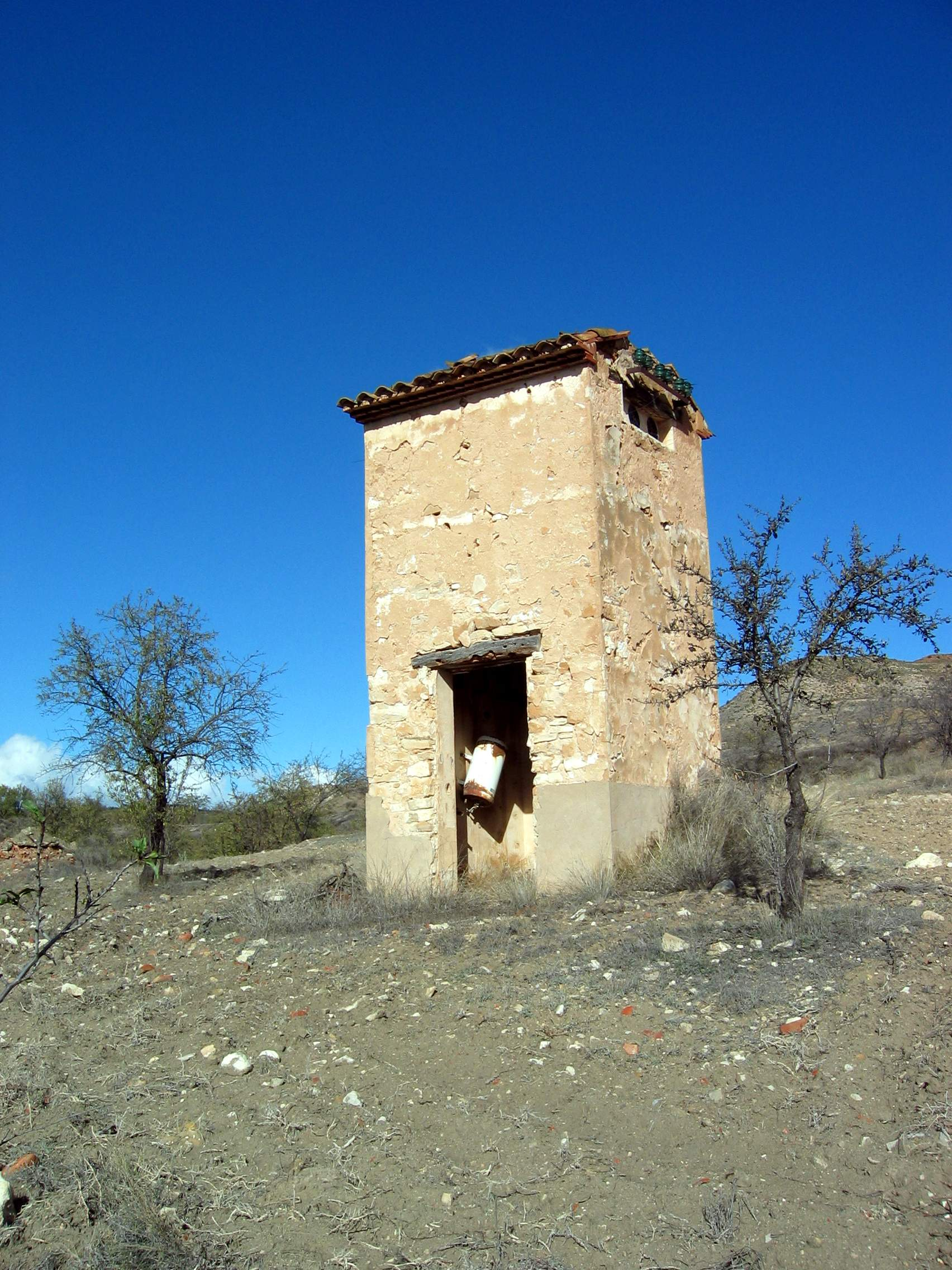
Vista de las ruinas del barrio minero de «La Azufrera» de Libros (Teruel), con detalle del antiguo transformador de la luz, año 2016.
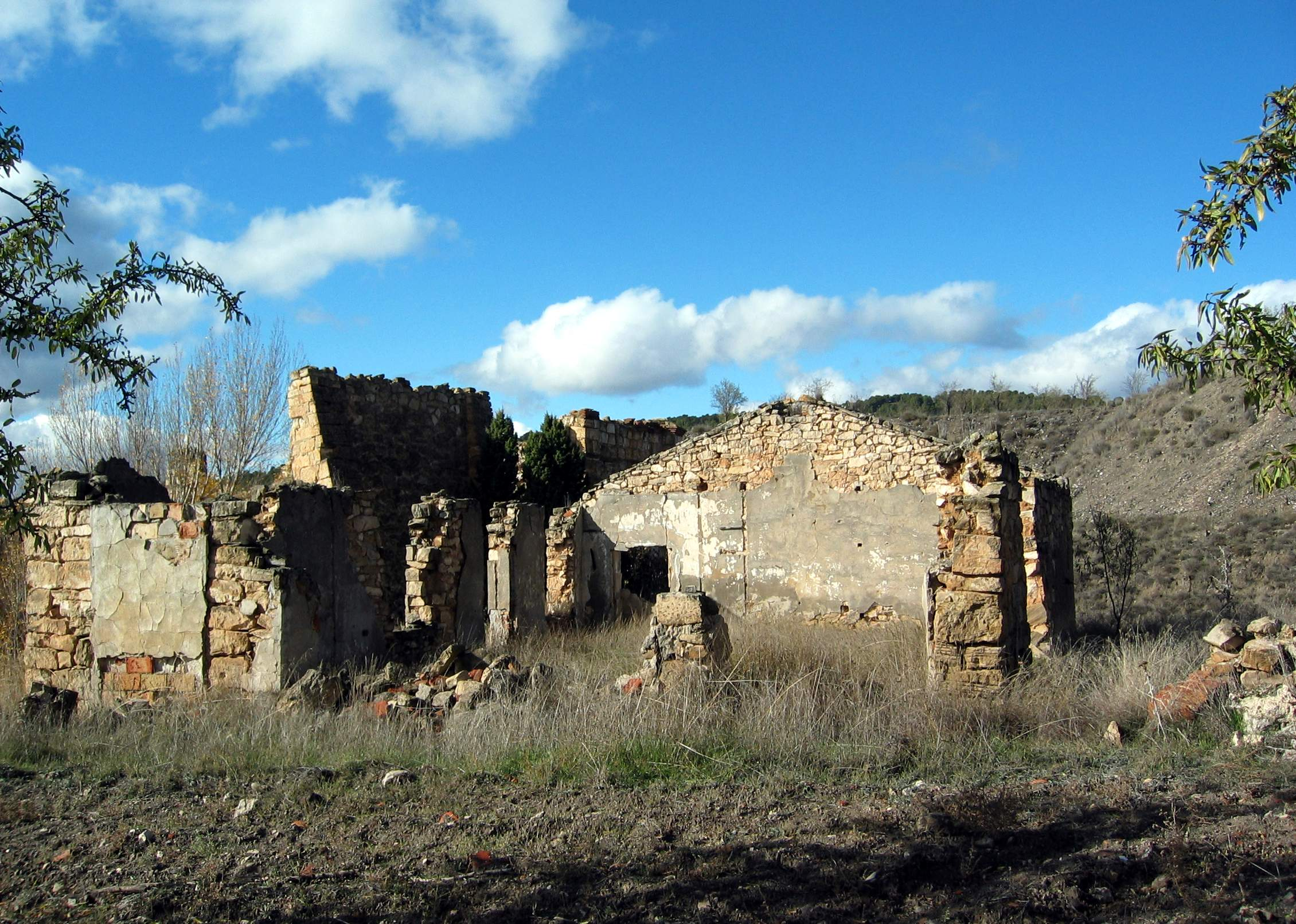
Vista de las ruinas del barrio minero de «La Azufrera» de Libros (Teruel), con detalle del antiguo molino de azufre y el gran almacén detrás, año 2016.
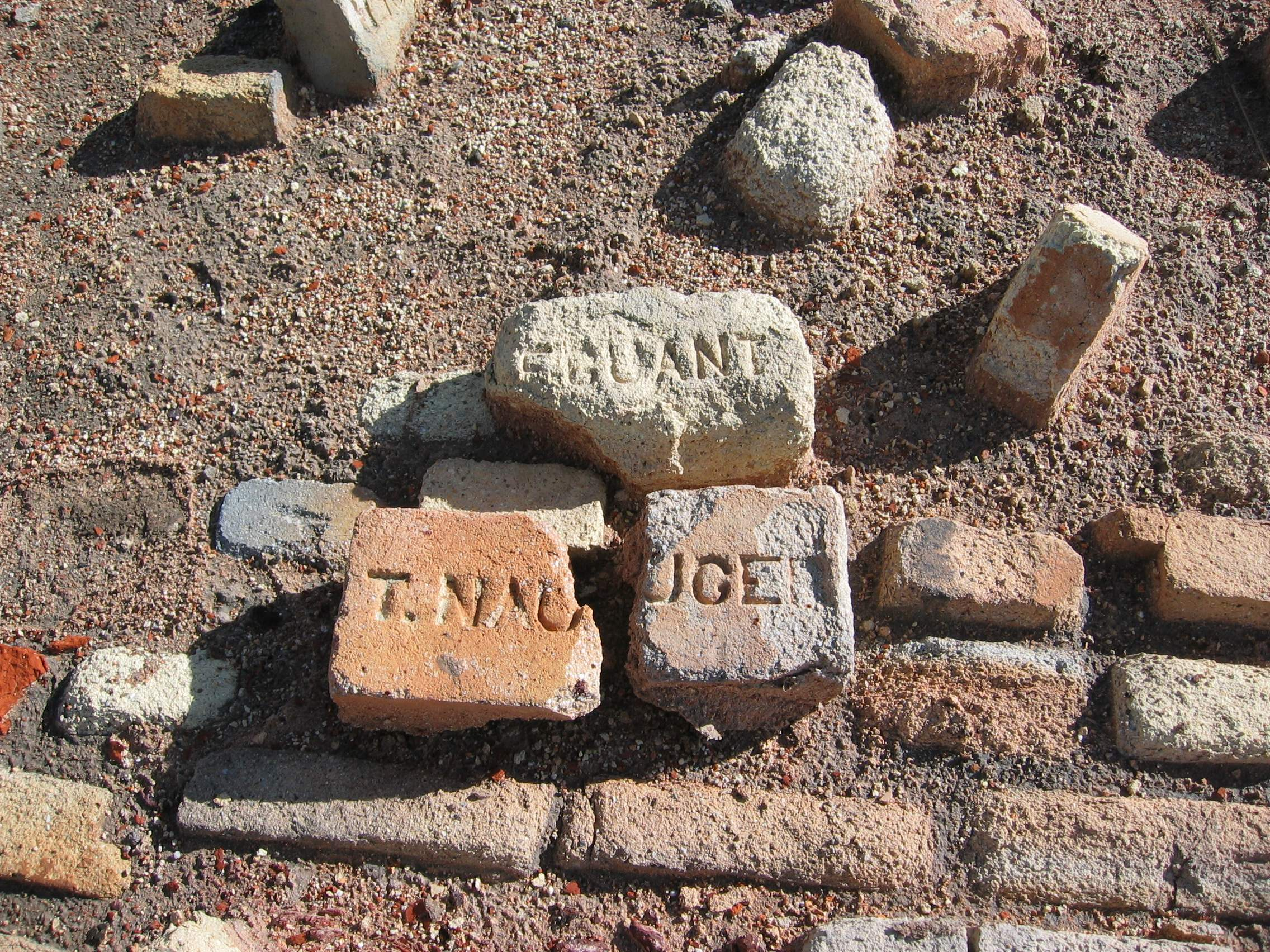
Vista de las ruinas del barrio minero de «La Azufrera» de Libros (Teruel), con detalle de ladrillos con marcas de fábrica junto al antiguo gran almacén, año 2016.
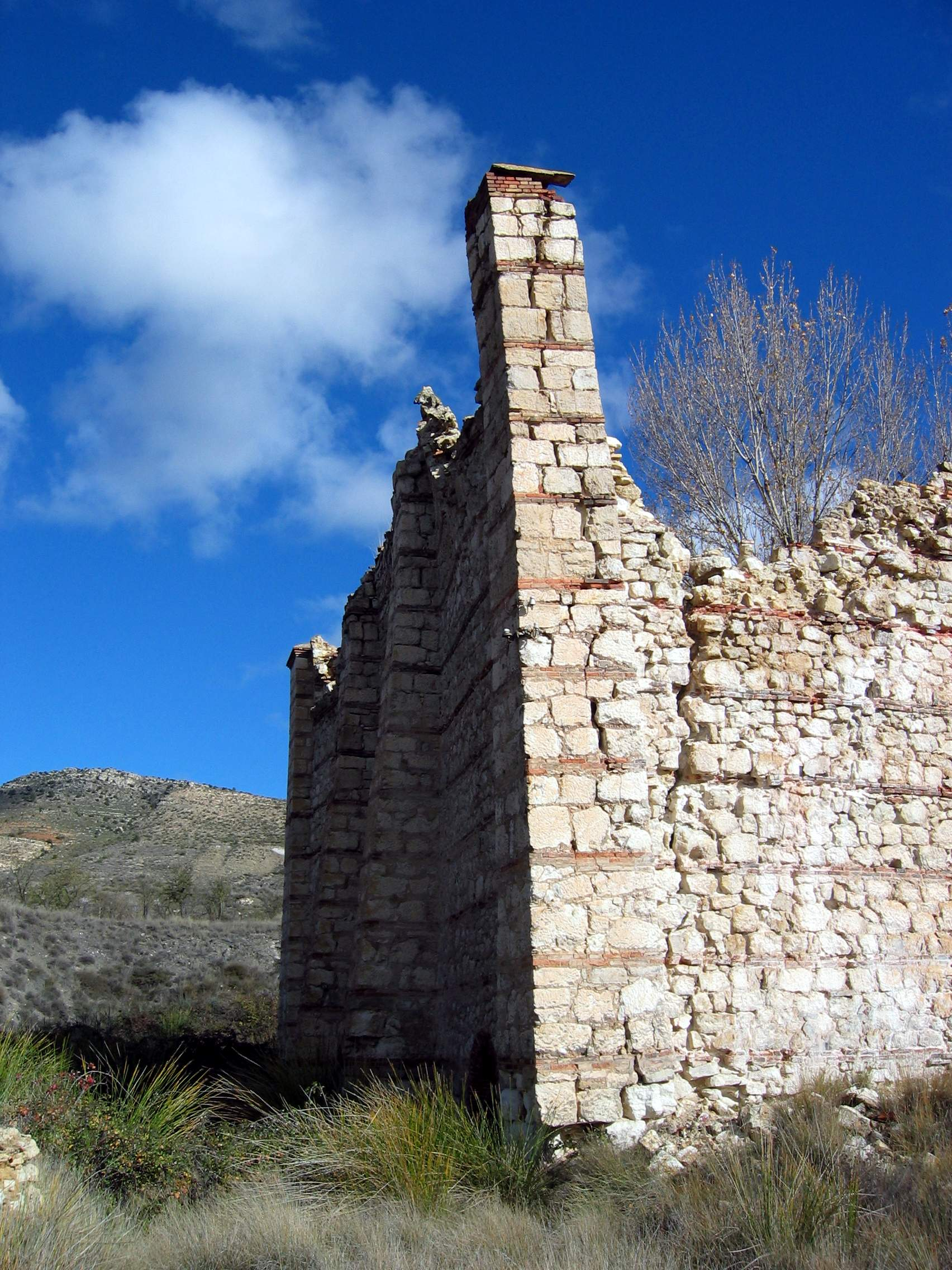
Vista de las ruinas del barrio minero de «La Azufrera» de Libros (Teruel), con detalle del antiguo gran almacén, año 2016.
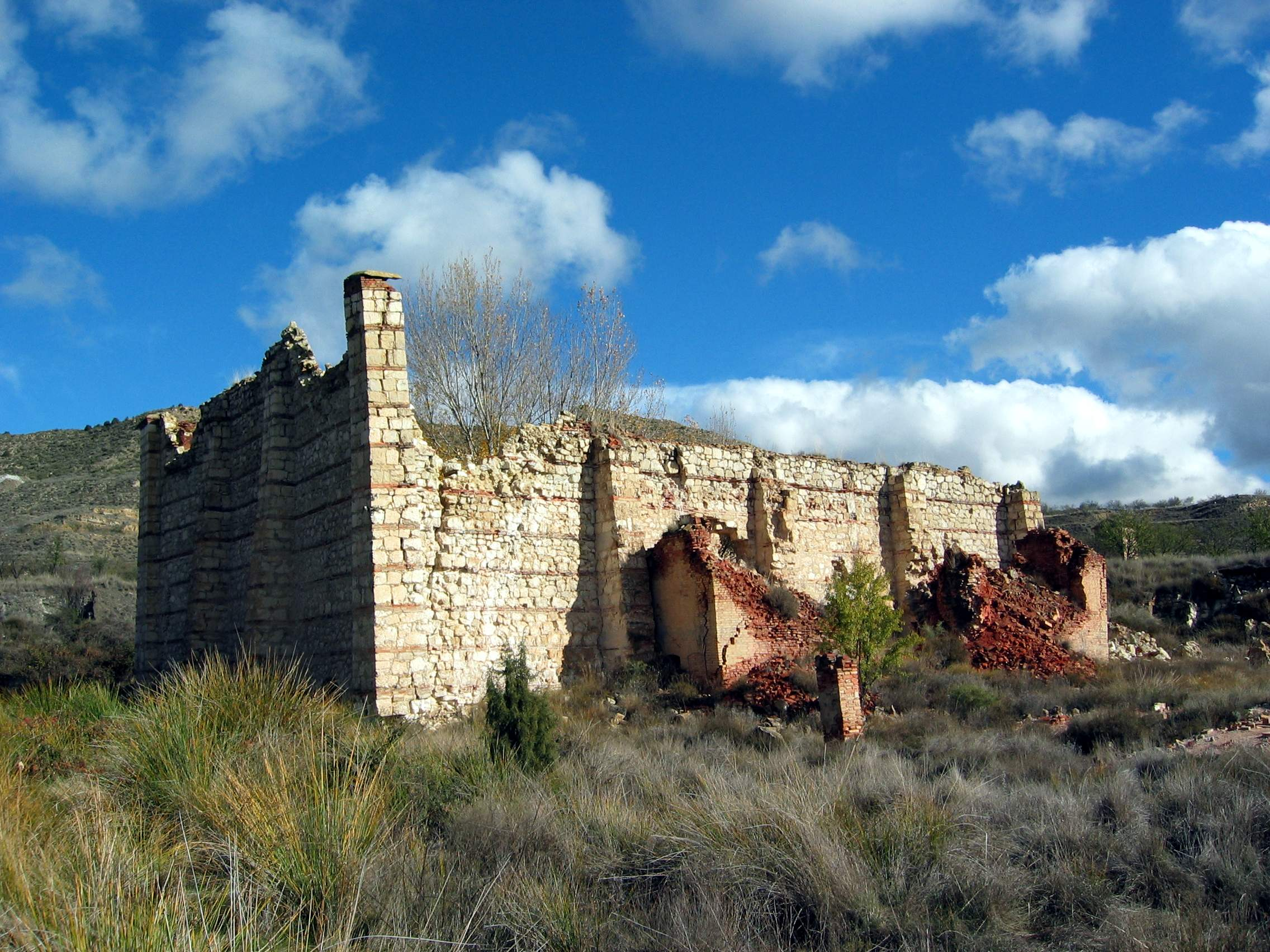
Vista de las ruinas del barrio minero de «La Azufrera» de Libros (Teruel), con detalle del antiguo gran almacén, año 2016.
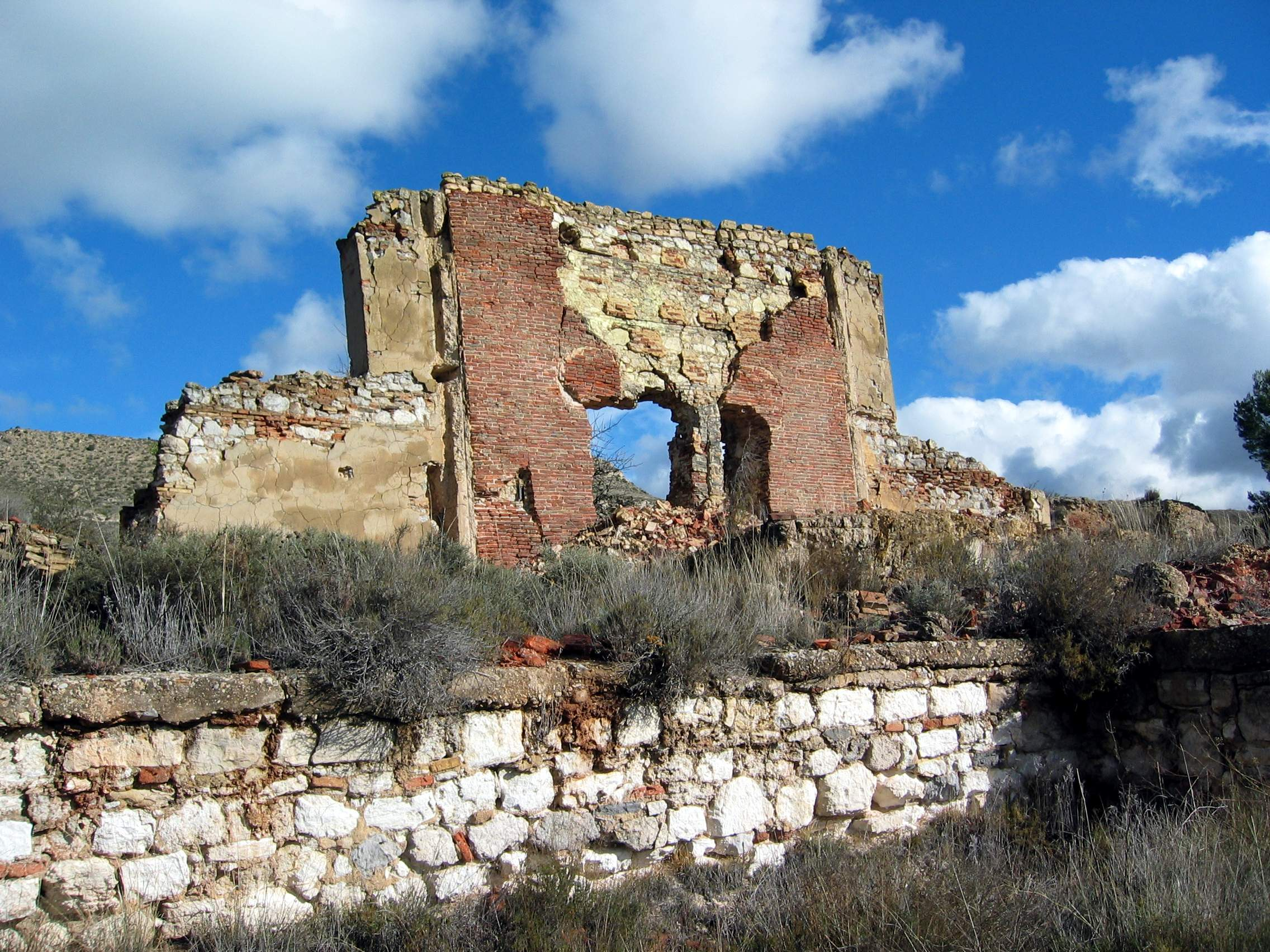
Vista de las ruinas del barrio minero de «La Azufrera» de Libros (Teruel), con detalle de distintas estructuras, año 2016.
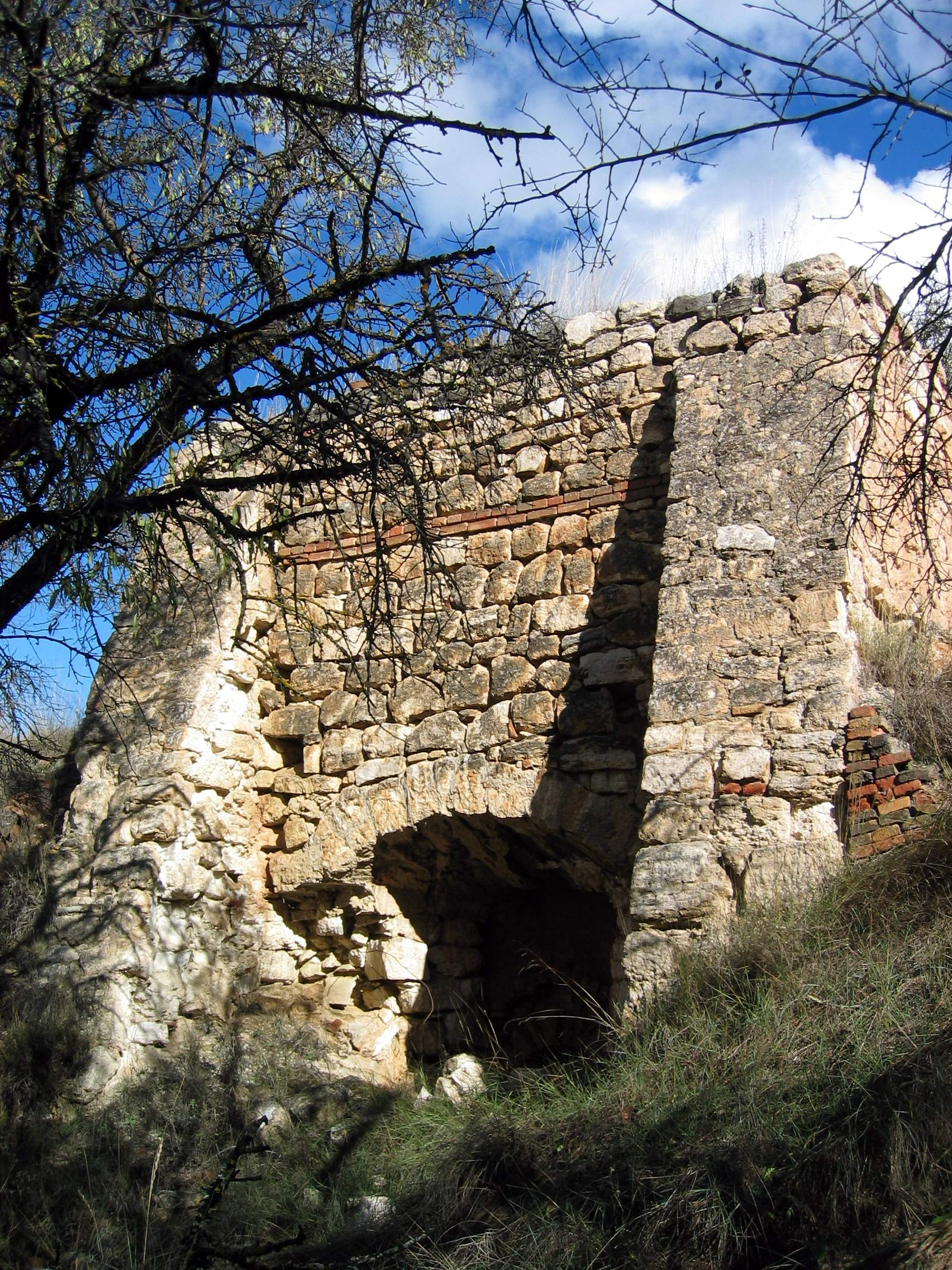
Vista de las ruinas del barrio minero de «La Azufrera» de Libros (Teruel), con detalle de antiguas tejerías, año 2016.
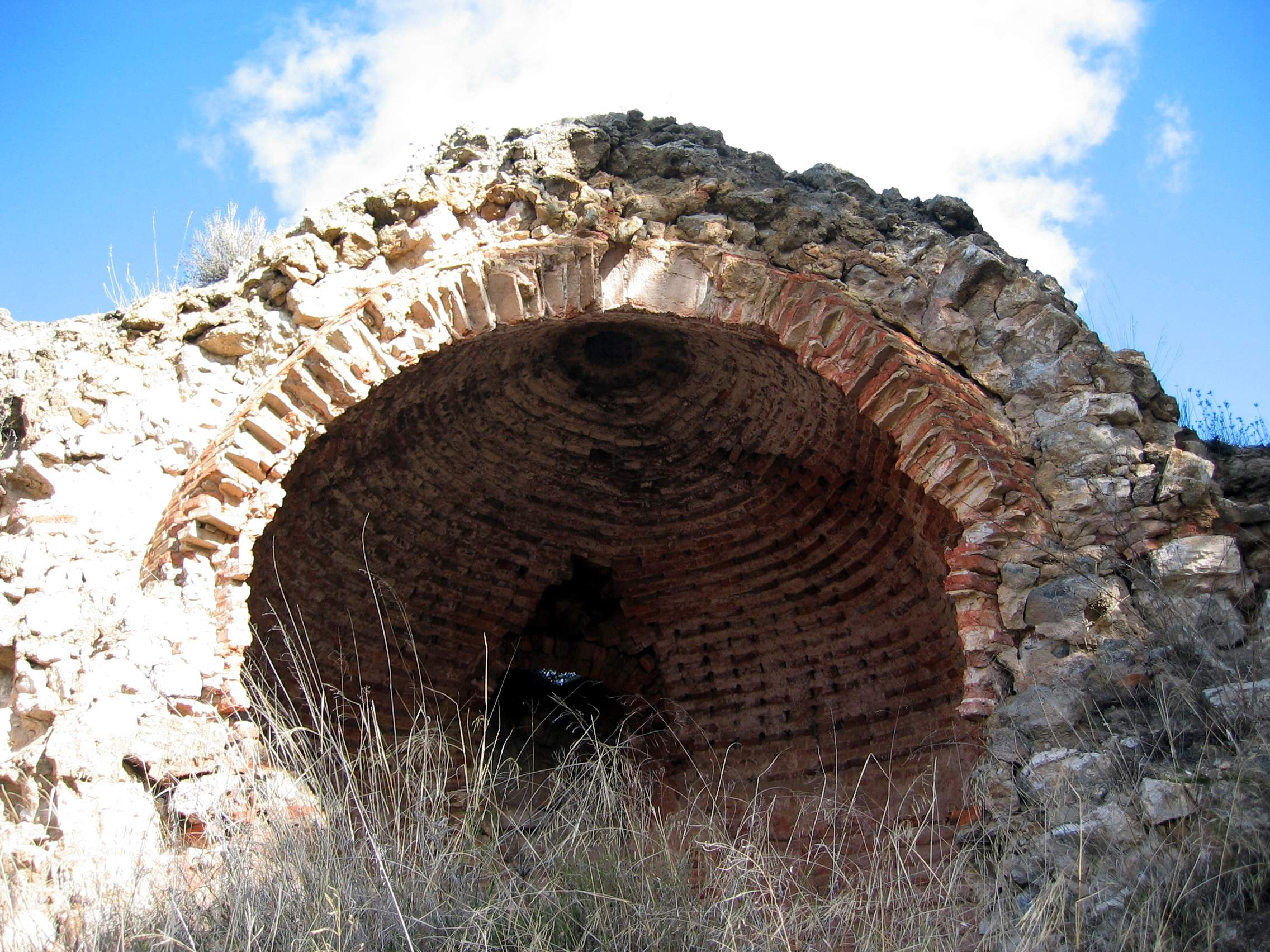
Vista de las ruinas del barrio minero de «La Azufrera» de Libros (Teruel), con detalle de los grandes hornos de iglesia, año 2016.
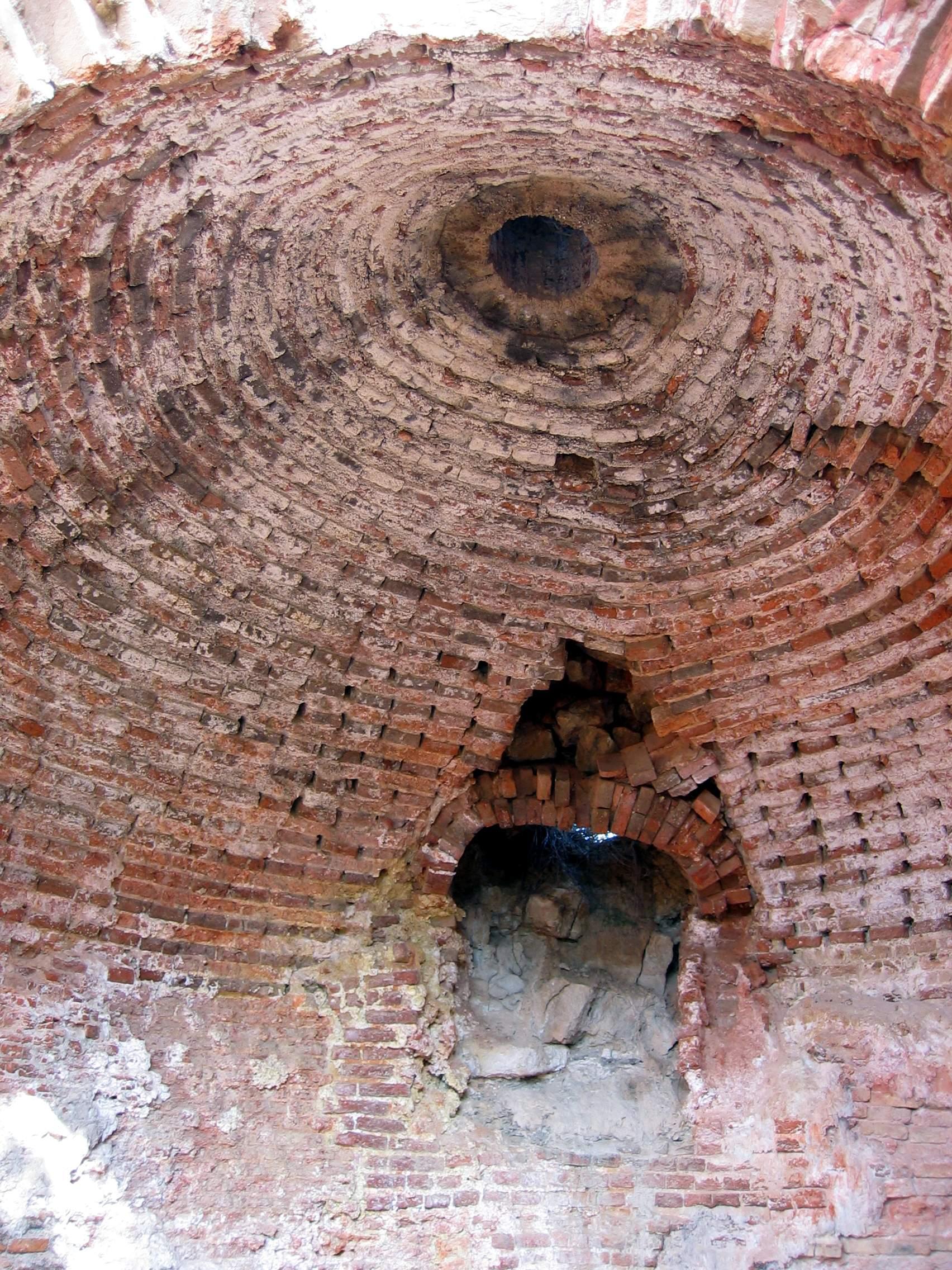
Vista de las ruinas del barrio minero de «La Azufrera» de Libros (Teruel), con detalle del revestimiento interior de ladrillo en los grandes hornos de iglesia, año 2016.
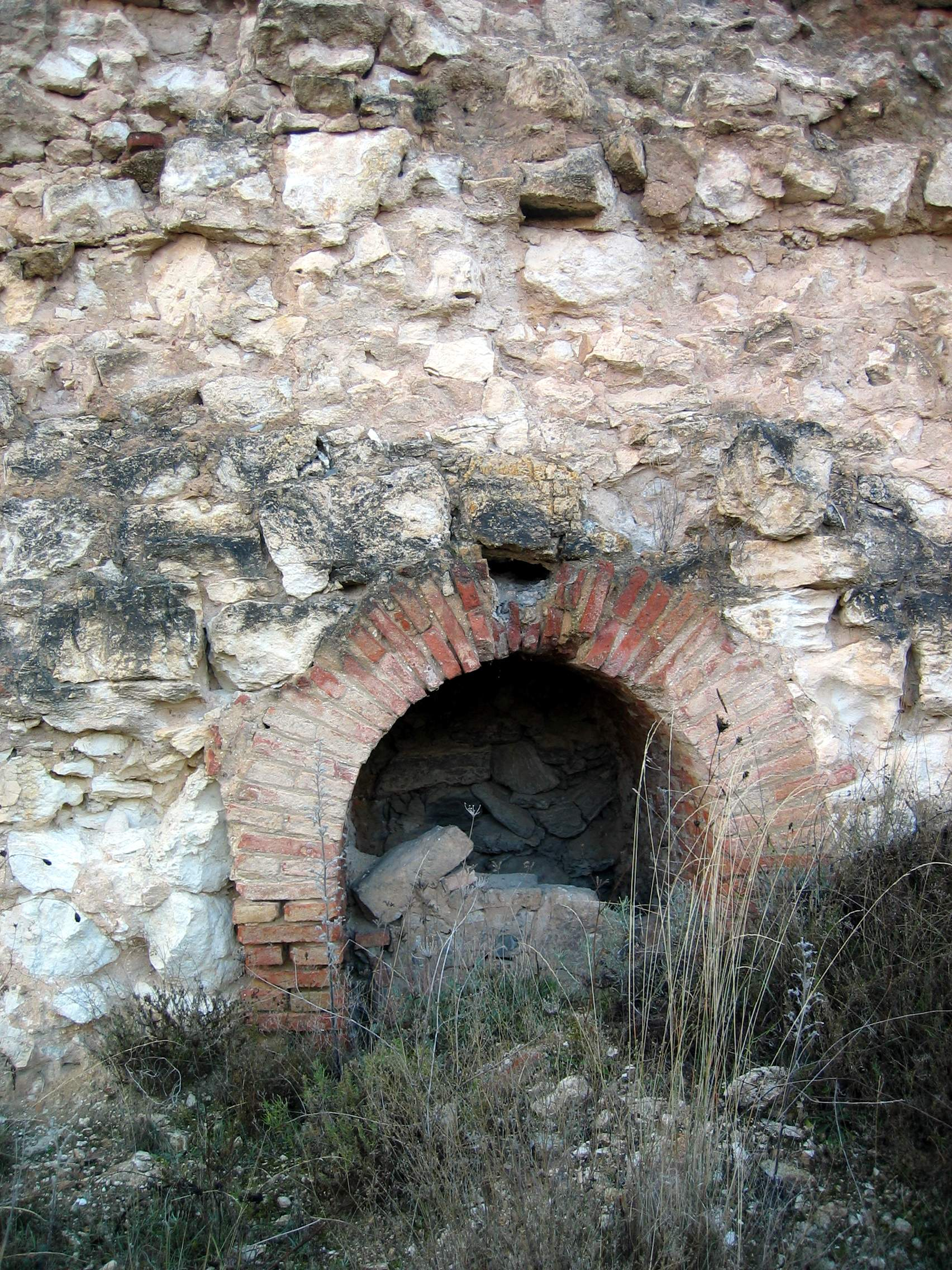
Vista de las ruinas del barrio minero de «La Azufrera» de Libros (Teruel), con detalle de boca de horno, año 2016.
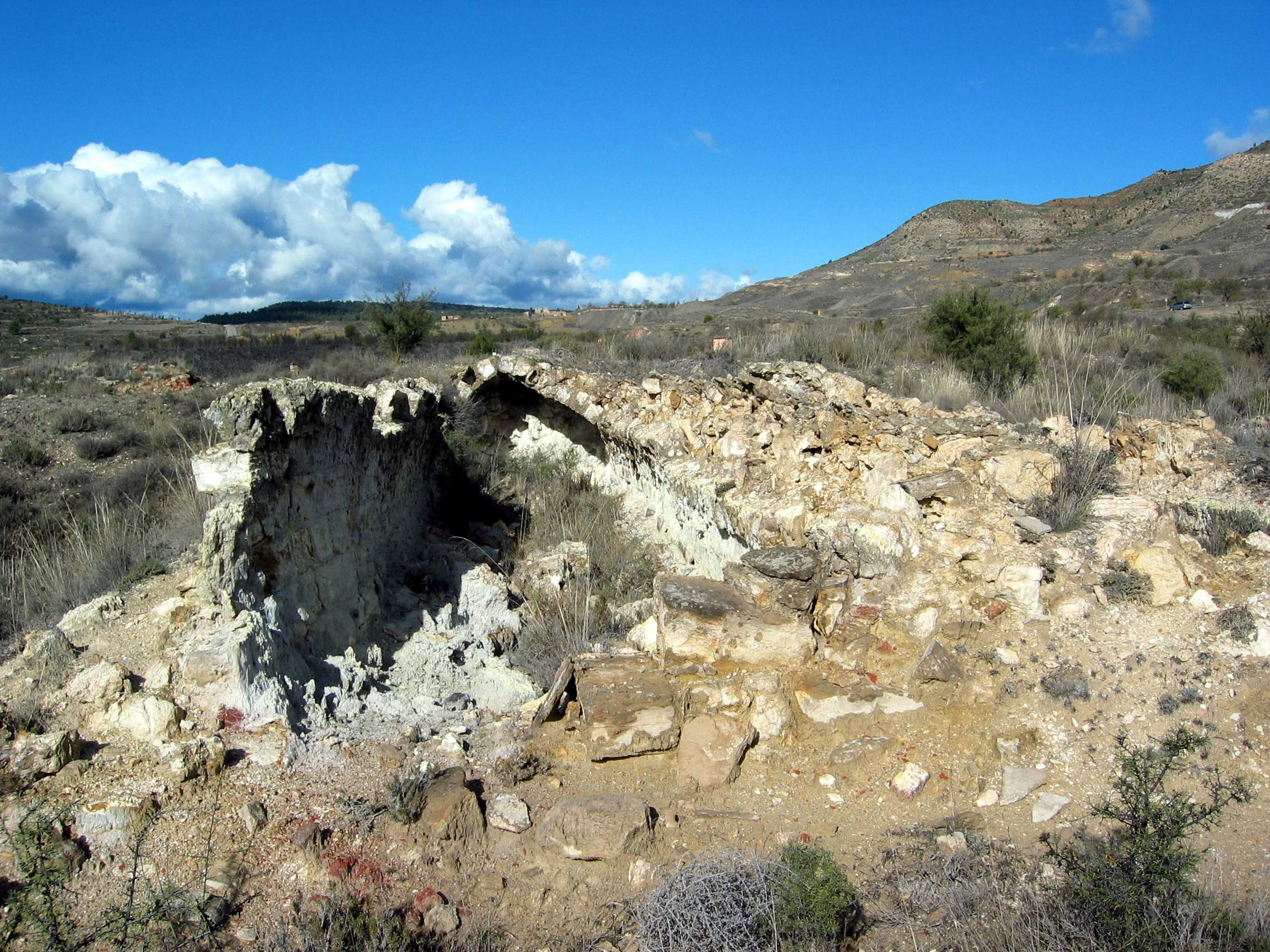
Vista de las ruinas del barrio minero de «La Azufrera» de Libros (Teruel), con detalle de los hornos para la obtención de la «flor de azufre», año 2016.
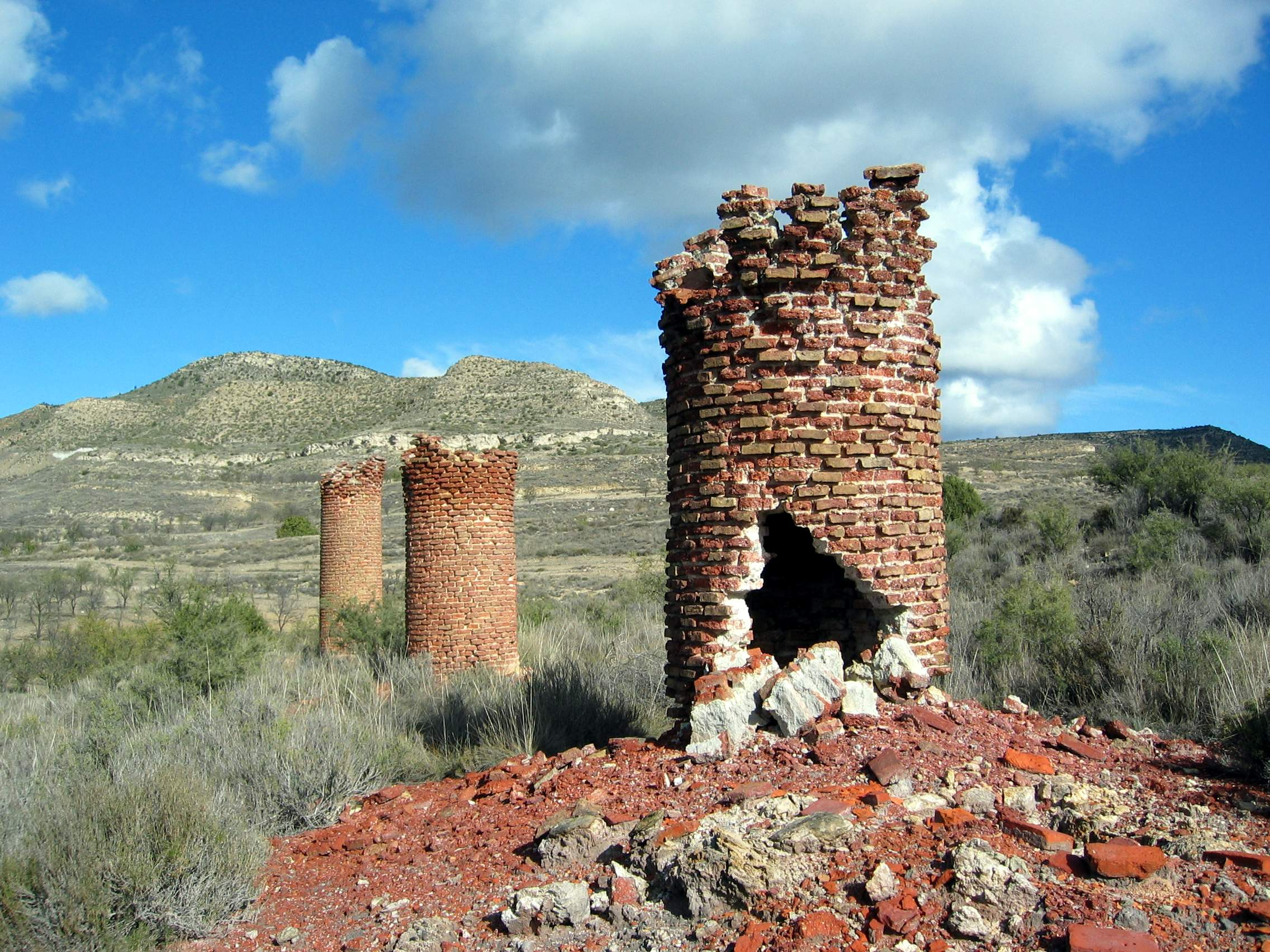
Vista de las ruinas del barrio minero de «La Azufrera» de Libros (Teruel), con detalle de chimeneas de ladrillo, año 2016.
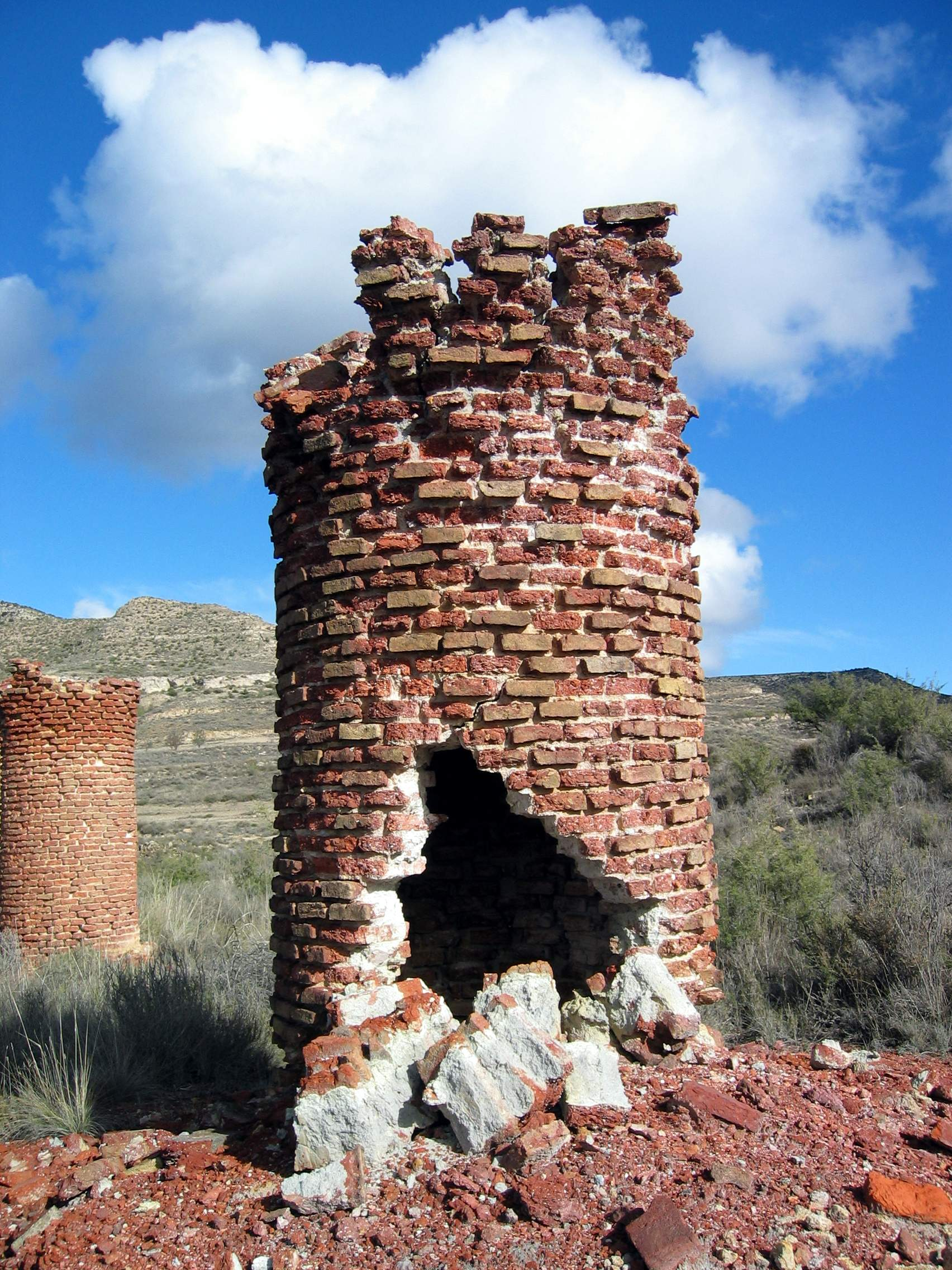
Vista de las ruinas del barrio minero de «La Azufrera» de Libros (Teruel), con detalle de chimeneas de ladrillo, año 2016.